# Historia automatyki
Historia automatyki może być podzielona na następujące okresy: wczesny okres (do 1900 roku), okres przedklasyczny (1900–1940), okres klasyczny (1935–1960) i okres nowoczesny (po 1955 roku). Urządzenia zawierające mechanizmy sterujące zdarzało się ludziom konstruować nawet w bardzo odległych czasach. Potrzeba konstruowania takich rozwiązań nasiliła się ogromnie wraz z nadejściem rewolucji przemysłowej i dalszym rozwojem techniki na początku XX wieku. Początkowo były to projekty wykonywane głównie w oparciu o doświadczenie i intuicję inżynierską, a z czasem decydującego znaczenia nabrały analizy teoretyczne, które, choć zapoczątkowano w XIX wieku, były wcześniej szerzej nieznane. Wypracowano klasyczne metody projektowania układów regulacji, które od około 1960 roku były uzupełniane i częściowo wypierane przez teorię sterowania. Nieocenioną podporą matematycznej teorii stała się rozwijająca się równolegle technika komputerowa, na początku analogowa, a następnie cyfrowa.

## Pradawne czółna z odsadnią
Czółna z odsadnią, zwaną też wysuwnicą (ang. outrigger canoe) używane przez Polinezyjczyków, niewątpliwie należą do najstarszych zbudowanych przez człowieka, mechanizmów, które wykorzystują zasadę sprzężenia zwrotnego. Zapewne były używane już kilka tysięcy lat temu. Długie, wąskie dłubanki bez odsadni są bardzo niestabilne. Zastosowanie odsadni daje im możliwość utrzymywania się na powierzchni i zapewnia stabilność. Bliższa analiza pozwala na pokazanie, że układ czółna z odsadnią działa na zasadzie sprzężenia zwrotnego typowego dla układów automatyki.

## Starożytne zegary i lampy
Automatyczne systemy sterowania były znane już 2000 lat temu. Do najstarszych znanych urządzeń ze sterowaniem, które wykorzystywały sprzężenie zwrotne, należy zaliczyć starożytny zegar wodny Ktesibiosa w Aleksandrii z III wieku p.n.e. Zegar odliczał czas poprzez regulację stałości poziomu wody w zbiorniku i przez to odpływu wody z tego zbiornika. Było to z pewnością urządzenie stosowane z powodzeniem – podobnie zaprojektowane zegary wytwarzano nadal w Bagdadzie, gdy Mongołowie zdobyli to miasto w 1258 roku. Innym znanym rozwiązaniem starożytnym jest lampa Filona.

### Zegary wodne Greków i Arabów

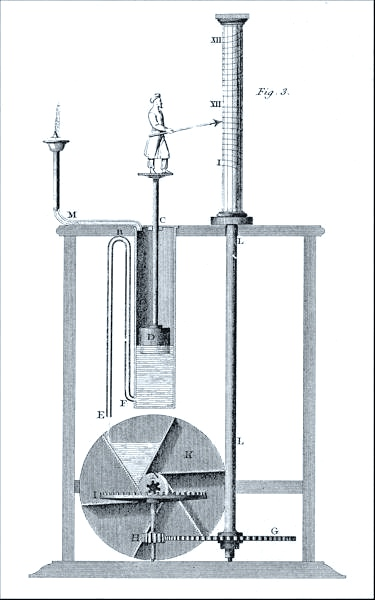
XIX wieczna ilustracja przedstawiająca starożytny zegar Ktesibiosa

Główną motywacją do stosowania urządzeń ze sprzężeniem zwrotnym w czasach starożytnych była potrzeba dokładnego określania czasu. I tak, około 270 roku p.n.e. Ktesibios wynalazł regulator pływakowy do zegara wodnego. Zadaniem regulatora było utrzymywanie poziomu wody w zbiorniku tak by głębokość była stała. Utrzymywanie stałej głębokości prowadziło do stałego wypływu wody przez rurę na dnie zbiornika. W ten sposób drugi zbiornik napełniany był ze stałą prędkością. Poziom wody w drugim zbiorniku zależny był więc od czasu jaki upłynął.
Regulator Ktesibiosa wykorzystywał pływak do kontrolowania wpływu wody przez zawór, gdy poziom wody spadał zawór otwierał się i rezerwuar napełniał się. Regulator pływakowy pełnił więc taką samą funkcję jak balon z kurkiem we współczesnych spłuczkach do toalet. Regulator pływakowy był także używany przez Filona z Bizancjum około 250 lat p.n.e. do utrzymywania poziomu oleju w lampce oliwnej.
Heron z Aleksandrii, który żył w I w. n.e. opublikował książkę zatytułowaną Pneumatica, która zawiera rys kilku form mechanizmów poziomu wody, które wykorzystują regulatory pływakowe. Opracowane regulatory pływakowe Heron z Aleksandrii stosował do zegarów wodnych. Grecy używali regulatorów pływakowych i podobnych urządzeń do celów takich jak automatyczne dozowanie wina, projekty syfonów do utrzymywania stałych różnic poziomu wody pomiędzy dwoma zbiornikami, do otwierania drzwi świątyni itd. Urządzenia te można nazwać gadżetami, gdyż są to najwcześniejsze przykłady idei poszukującej swojego zastosowania. W latach 800–1200 różni konstruktorzy arabscy, tacy jak trzej bracia Musa, Al-Jazari (1203) i Ibn al-Sa-ati (1206) używali regulatorów pływakowych w zegarach wodnych i w innych zastosowaniach. W okresie tym korzystano z ważnej zasady sprzężenia zwrotnego w sterowaniu typu „włącz/wyłącz”, która ponownie zyskała na aktualności w latach 50. XX wieku przy rozwiązywaniu problemów z minimalizacją czasu.

Zdobycie Bagdadu przez Mongołów w 1258 roku położyło kres wszelkiej myśli kreatywnej związanej z takimi rozwiązaniami. Co więcej, gdy wynaleziono zegar mechaniczny w XIV wieku, zegary wodne (z ich sprzężeniami zwrotnymi) stały się przestarzałe. 

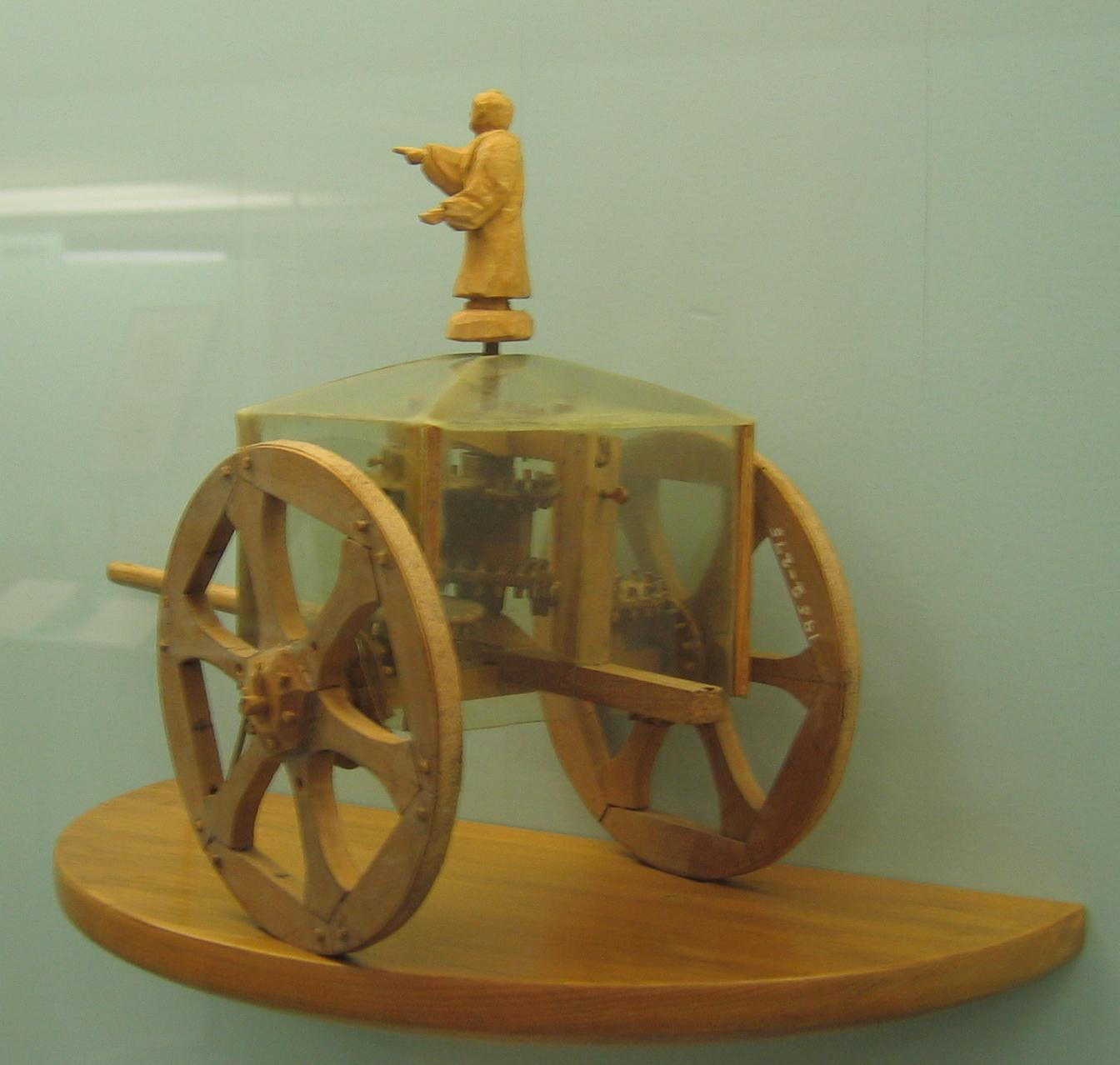
Replika chińskiego rydwanu wskazującego południe (Muzeum Nauki w Londynie)

(Zegar mechaniczny nie posiada systemu sterowania ze sprzężeniem zwrotnym.) Regulatory pływakowe pojawiły się ponownie, dopiero gdy zaczęto ich używać w okresie rewolucji przemysłowej.
Wraz z troską o swoje miejsce w czasie, ludzie dawnych czasów łączyli troskę o swoje miejsce w przestrzeni. Warto więc wspomnieć, że w XII wieku w Chinach opracowany został system sterowania z pseudo sprzężeniem zwrotnym do celów nawigacyjnych. Rydwan wskazujący południe (ang. south pointing chariot) był wyposażony w statuę, którą obracał mechanizm przekładni zamocowany do kół rydwanu, tak że wskazywała ona zawsze na południe. Wykorzystując informację o kierunku wskazywanym przez statuę, powożący rydwanem mógł sterować nim tak, by utrzymywać stały kurs. System ten nazywany jest pseudo sprzężeniem zwrotnym, gdyż technicznie rzecz ujmując brak w nim sprzężenia zwrotnego, chyba że potraktuje się działania powożącego rydwanem jako część systemu. Nie jest to więc automatyczny system sterowania.

## Rewolucja przemysłowa, mechanika i równania matematyczne
Przez wieki używano różnorodnych urządzeń automatycznych by wykonywać różne użyteczne zadania. Niektóre z nich służyły także do rozrywki (przykładem mogą tu być automaty, popularne w XVII i XVIII wieku, z tańczącymi figurkami, które powtarzały w kółko te same czynności, pracowały one więc w otwartej pętli sterowania).
Nadejście rewolucji przemysłowej w Europie poprzedziło wprowadzenie tzw. źródeł energii pierwotnej (ang.prime movers), maszyn samodzielnie się napędzających – np. silników, które przemieniają paliwo w użyteczną pracę. Pojawiły się młyny zbożowe, piece przemysłowe, kotły parowe i silniki parowe. Urządzeń tych nie można było odpowiednio regulować tylko z wykorzystaniem regulacji ręcznej. W tych okolicznościach powstawał nowy wymóg związany z koniecznością zastosowania automatycznego systemu sterowania. Wynaleziono wówczas szereg urządzeń takich jak regulatory pływakowe, regulatory temperatury, regulatory ciśnienia czy urządzenia sterujące prędkością.
W 1769 roku James Watt wynalazł swój silnik parowy – data tego wynalazku przyjmowana jest powszechnie za początek rewolucji przemysłowej. Jednak korzenie Rewolucji Przemysłowej sięgają wieku XVII, a nawet wcześniej, gdy rozpoczęto wykorzystywać młyny zbożowe i piece przemysłowe. Warto przy tym nadmienić, że pierwsze silniki parowe zbudował pierwotnie w 1712 roku Thomas Newcomen. Jednakże były one niewydajne i regulowane ręcznie, a co za tym idzie znacznie gorzej przystosowane do zastosowań przemysłowych. Niezwykle istotny jest fakt, że rewolucja przemysłowa nie mogła się rozpocząć zanim nie wynaleziono ulepszonych silników i systemów ich automatycznej regulacji.

### Regulatory temperatury
Za jeden z kamieni milowych w rozwoju urządzeń ze sprzężeniem zwrotnym uznaje się opracowanie, około 1620, regulatora temperatury paleniska (co przypisuje się Korneliuszowi Drebbelowi).
Korneliusz Drebbel z Holandii spędził jakiś czas w Anglii i krótki okres w Pradze z Rudolfem II Habsburgiem razem ze współczesnym mu Johannesem Keplerem. Około 1624 roku opracował system automatycznego sterowania temperaturą pieca przemysłowego motywowany wiarą w to że metale nieszlachetne można przemienić w złoto trzymając je w precyzyjnie stałej temperaturze przez długie okresy czasu. Używał takiego regulatora także w inkubatorze do wykluwania piskląt. Regulatory temperatury badał także Johann Joachim Becher w 1680 roku, były one używane ponownie w inkubatorach przez Księcia Conti i francuskiego naukowca René Antoine Ferchault de Reaumur w 1754 roku. Około 1771 roku amerykański rusznikarz William Henry opracował czuwający rejestrator (ang. sentinel register) do kontroli przewodu kominowego i zasugerował wykorzystanie go w przemysłowych piecach chemicznych, przy wytwarzaniu stali i porcelany. Jednak na regulator temperatury, który byłby odpowiedni do zastosowania w przemyśle trzeba było czekać jeszcze do roku 1777, gdy taki regulator opracował francuski architekt Jean Simon Bonnemain (1743–1830) – stosując go pierwotnie w inkubatorze. Urządzenie to zostało później zainstalowane w piecu ciepłowni dostarczającej ciepłą wodę.

### Regulatory pływakowe
W późnych latach XVIII stulecia regulacja poziomu wody znajdowała zastosowanie w dwóch głównych obszarach: kotłach parowych silników parowych i w domowych systemach dystrybucji wody. Dlatego w tym czasie ponownie zainteresowano się regulatorami pływakowymi, szczególnie w Wielkiej Brytanii.
W. Salmon w swojej książce z 1746 podaje ceny za regulatory pływakowe z balonem i kurkiem, które były używane do utrzymywania poziomu wody w domowych rezerwuarach. Regulator ten używany był w pierwszych patentach około 1775 do płukania toalet. Toaleta ze spłuczką została później udoskonalona przez londyńskiego hydraulika Thomasa Crappera (ok. 1836–1910), który za swoje wynalazki został uhonorowany przez królową Wiktorię tytułem szlacheckim kawalera. Najwcześniejszy znane wykorzystanie regulatora zaworu pływakowego w kotłach parowych opisane zostało w patencie udzielonym w 1758 J. Brindleyowi. Zastosował on regulator w silniku parowym do pompowania wody. S.T. Wood zastosował regulator pływakowy do silnika parowego w swoim browarze. W 1765 na Syberii rosyjski górnik i wynalazca Iwan Połzunow opracował regulator pływakowy do maszyny parowej, która napędzała wentylator w wielkim piecu.
Regulatory pływakowe były używane w silnikach parowych przed 1791, kiedy to zostały zastosowane przez firmę Boulton and Watt (Matthew Boultona i Jamesa Watta).

### Regulatory ciśnienia
Innym problemem związanym z silnikiem parowym jest regulacja ciśnienia pary w kotle parowym – silnik, który napędza maszynę powinien pracować ze stałym ciśnieniem. W 1681 Denis Papin wynalazł zawór bezpieczeństwa do szybkowara i w 1707 użył go jako urządzenia do regulacji swojej maszyny parowej. Jakiś czas później jego stosowanie w silnikach parowych stało się standardem.

### Mistrzowie fabryczni
Mistrzowie fabryczni (ang. millwright, dosł. majster młyński) w Wielkiej Brytanii opracowali szereg urządzeń, w których stosowane było sprzężenie zwrotne.
Aby zbudować regulator działający w pętli sprzężenia zwrotnego, istotne jest posiadanie odpowiednich urządzeń pomiarowych. Mistrzowie fabryczni opracowali kilka urządzeń do odczytu prędkości obrotów. Użycie takich czujników umożliwiło wynalezienie kilku urządzeń regulujących prędkość, w tym samoregulujących się żagli pędnika do wiatraków.
Zsypnia młyńska (ang. mill-hoper) była urządzeniem, które regulowało przebieg ziaren w młynie zależnie od prędkości rotacji kamienia młyńskiego. Była ona w użyciu około 1588 w swej udoskonalonej wersji.

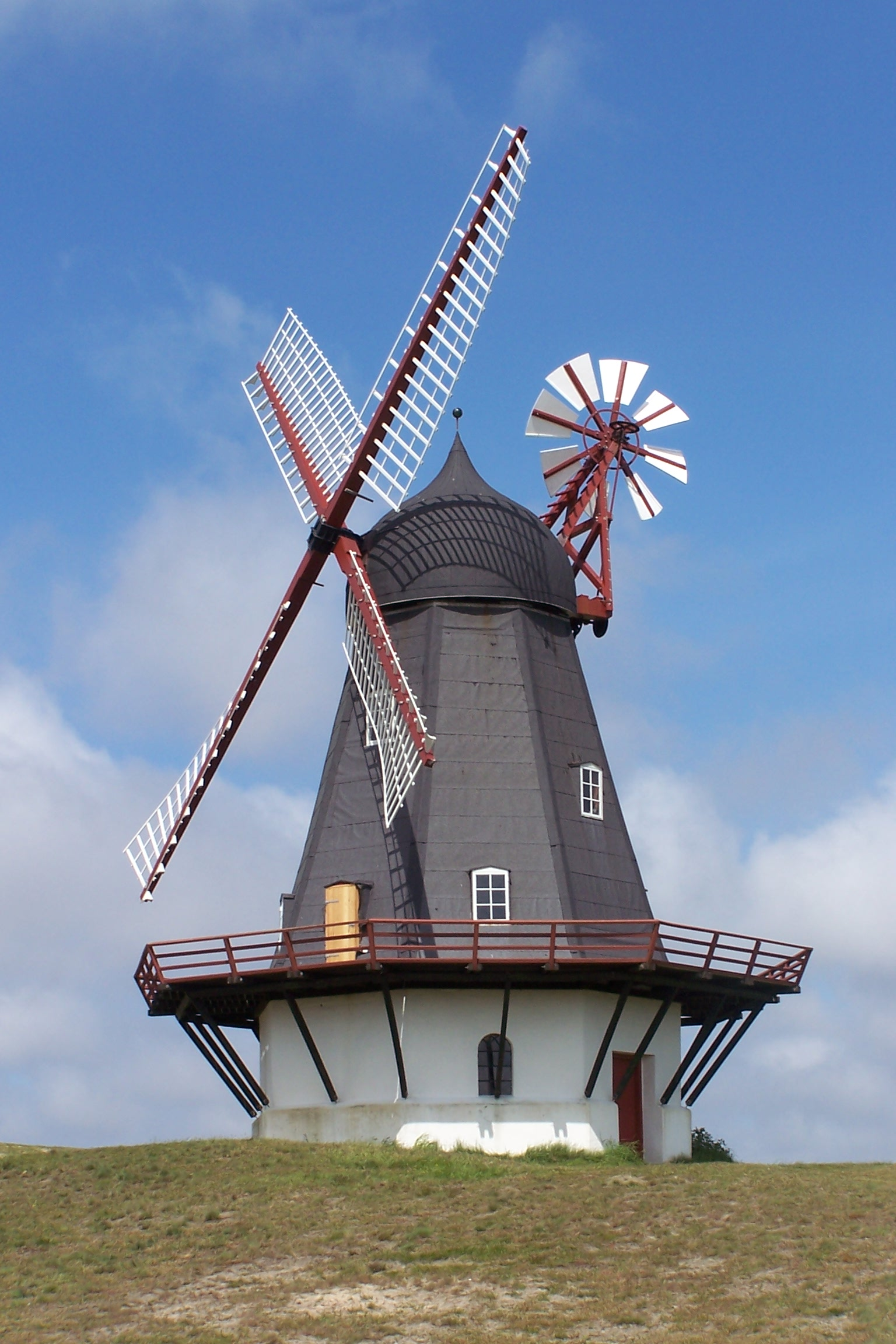
Duński młyn z 1895 w Sønderho na Fanø. Po prawej u góry wiatraczek sterujący

W XVII wieku opracowano wiatraczek montowany na tyle wiatraka (ang. fantail). Wynalazł go w 1745 roku brytyjski kowal Edmund Lee. Wiatraczek był montowany pod kątem prostym w stosunku do głównego koła wiatraka i nakierowywał kopułę wiatraka z głównym kołem wiatrowym tak by było ono zawsze ustawione na wiatr (ponadto automatycznie ulegał zmianie kąt natarcia tak, by unikać zbyt dużych prędkości wiatraka). Wiatraczek sterujący rozwiązywał problem sterowania kierunkowego kołem wiatrowym. Jednakże zmiany prędkości powodowały problemy przy mieleniu ziaren. Kamienie mogły mleć więcej ziarna gdy zwiększała się prędkość, ale potrzebna była też zwiększona siła działająca między kamieniami. Kamienie młyńskie mają tendencję do rozchodzenia się gdy zwiększa się prędkość rotacji co prowadzi do pogarszania się jakości mąki. Wymyślono szereg metod w tym celu aby rozpoznawać prędkość i na tej podstawie przywrócić siłę, która dociskała do siebie kamienie młyńskie. Były to więc mechanizmy, które stanowiły swego rodzaju odśrodkowy regulator obrotów (tzw. rozciągacze podnośnika – ang. lift tenter), które zmieniały siłę pomiędzy kamieniami zależnie od prędkości wiatru. Pierwotnie mechanizmy te nie zawierały jednak w sobie sprzężenia zwrotnego. Dopiero młynarz i mechanik Thomas Mead zawarł sprzężenie zwrotne w swoim mechanizmie – opracował więc zapewne najważniejsze rozwiązanie dla powyższego problemu. Jego urządzenie wykorzystywało wahadło odśrodkowe, które „wyczuwało” prędkość i w niektórych zastosowaniach także korzystało ze sprzężenia zwrotnego. W 1787 roku Thomas Mead opatentował swój „regulator”, który zawierał mechanizm sprzężenia zwrotnego wykorzystujący regulator odśrodkowy do zwijania i rozwijania łopat wiatraka tak by utrzymać pożądaną prędkość. Tym niemniej, o ile użycie rozciągaczy podnośników rozpowszechniło się, o tyle regulator odśrodkowy nie przyjął się powszechnie.
Znaczną ilość technologii opracowanych przez instalatorów fabrycznych rozwinięto później tak, aby można było ich użyć do regulacji silników parowych.

### Odśrodkowy regulator obrotów
Pierwsze maszyny parowe były silnikami tłokowymi opracowanymi na potrzeby pomp pompujących wodę. Pierwsze silniki parowe wytwarzały ruch tłoczący, który regulowany był za pomocą urządzenia zwanego kataraktą (podobnego do zaworu pływakowego). Katarakta stosowana była wcześniej w silnikach pomp kopalni kornwalijskich.
Sprzedaż obrotowych maszyn Jamesa Watta rozpoczęła się we wczesnych latach 80. XVIII wieku. To właśnie w 1783, po prawie dwóch dekadach badań, silnik parowy Jamesa Watta (do produkcji mocy) wytwarzający ruch obrotowy osiągnął dojrzałość. Sprzedano wówczas jego pierwszy egzemplarz.
Inny ważny wynalazek to udoskonalony prostowód Watta (ang. parallel motion). Był on istotnym elementem silników, w których tłok był napędzany w obu kierunkach cylindra (ang. double-acting engine), jako że dawał ruch w linii prostej, czego wymagał pręt cylindra i pompa, z połączonej kołyszącej się belki, której koniec poruszał się okrężnie po łuku.

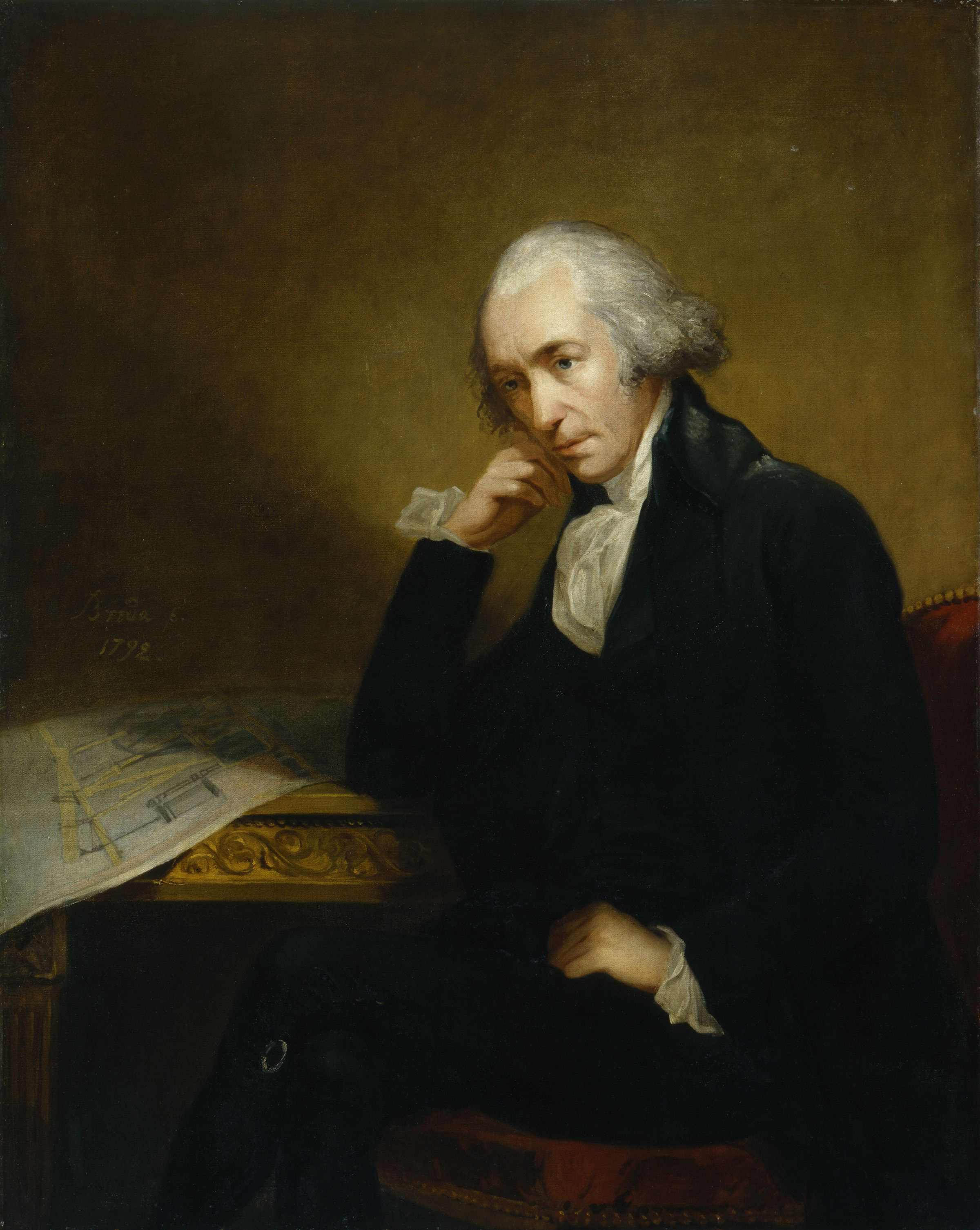
James Watt łączył naukową wiedzę teoretyczną z umiejętnością jej praktycznego zastosowania, był jednak miernym biznesmenem, szczególnie nie lubił negocjacji i targowania się z osobami zainteresowanymi wykorzystaniem jego wynalazków

W obrotowym silniku parowym pojawia się problem regulacji prędkości jego obrotów. Pojawiły się więc rozwiązania, które stanowiły dalsze rozwinięcie i rozszerzenie technologii regulacji prędkości jaką stosowali wcześniej mistrzowie fabryczni. Z końcem dekady w maszynach tych zastosowano odśrodkowy regulator obrotów. Odśrodkowy regulator obrotów do regulacji maszyn parowych stanowi najbardziej znaczące osiągnięcie XIX wiecznej inżynierii sterowania. Źródeł pomysłu dla tego urządzenia można doszukać się w mechanizmie rozciągaczy podnośnika, które były używane do regulacji odstępu pomiędzy kamieniami mielącymi w młynach (zarówno młynach wodnych jak wiatrowych).
Głównym motywem opracowania silnika parowego Watta była ewidentnie nadzieja na wprowadzenie źródeł energii pierwotnej (ang. prime movers) – maszyn samodzielnie się napędzających do młynów. Watt i jego partner w interesach Matthew Boulton, podpisali kontrakt na budowę młyna Albion Mill w Londynie co miało przyczynić się do popularyzacji maszyny. W 1786 oddano do użytku młyn parowy Albion z silnikiem parowym wytwarzającym ruch obrotowy. Mistrz fabryczny John Rennie, który nadzorował prace budowlane, zastosował w młynie regulatory odśrodkowe rozciągaczy podnośników młyńskich. Jeden z problemów, który związany był z maszyną parową Watta, polegał na zmianach obciążenia, które prowadziły do zmian w prędkości maszyny. Podczas wizyty w londyńskim młynie Boulton bardzo zaciekawił się gdy zobaczył jak działają rozciągacze obrotów pod kontrolą wahadła odśrodkowego. Nowy mechanizm regulujący odległość pomiędzy kamieniami młyńskimi, został wówczas połączony z przepustnicą – dopiero co opracowanym mechanizmem Watta. W liście z 28 maja 1788 roku, do swego wspólnika Jamesa Watta, Matthew Boulton opisał rozciągacz podnośnikowy (ang. lift tenter).
James Watt szybko uświadomił sobie, że regulator tego typu można zaadaptować do regulacji prędkości obrotów w maszynie parowej. W ten sposób narodził się pomysł wykorzystania odśrodkowego regulatora obrotów w maszynie parowej. Matthew Boulton i James Watt nie próbowali opatentować regulatora odśrodkowego rozciągaczy podnośników młyńskich – został on już wcześniej zasadniczo opatentowany przez Meada – ale starali się utrzymać to rozwiązanie w tajemnicy. Nie trwało to jednak długo. Pomysł został skopiowany po raz pierwszy w 1793, po czym rozprzestrzenił się w całej Europie.
Zawór z przepustnicą, który umożliwiał sterowanie maszyną, i odśrodkowy regulator obrotów zostały opatentowane w 1788 (Brit. Pat. No. 14321). W 1788 James Watt ukończył projekt odśrodkowego regulatora obrotów (z ruchomymi kulami), który służyć miał do regulacji prędkości obrotowego silnika parowego. Urządzenie to składało się z dwóch obracających się kul, osadzonych na trzpieniu, które siła odśrodkowa odciągała na zewnątrz. Gdy prędkość ulegała zwiększeniu kuliste ciężarki „odfruwały” nieco dalej i wyżej, oddziałując przy tym na zawór dławiący, który zmniejszał szybkość silnika. W ten sposób można było utrzymywać stałą prędkość automatycznie. Pierwszy projekt powstał w listopadzie 1788 roku a regulator Watta został po raz pierwszy oddany do użytku na początku 1789.
Wcześniej opisywane urządzenia ze sprzężeniem zwrotnym stały się albo przestarzałe albo odgrywały w maszynerii, którą sterowały, co najwyżej poślednią rolę. Natomiast działanie odśrodkowego regulatora obrotów, rzucało się w oczy nawet nie wyszkolonym osobom. Zasada jego działania miała swoisty posmak egzotyki i dla wielu stanowiła ucieleśnienie natury epoki przemysłowej. Z uwagi na powyższe odśrodkowy regulator obrotów mocno przenikał świadomość osób związanych ze światem inżynierii stając się sensacją w całej Europie.
W 1790 we Francji bracia Périer opracowali regulator pływakowy, który także sterował prędkością maszyny parowej, ale technika ta nie równała się z odśrodkowym regulatorem obrotów Watta i z czasem została zarzucona.
Wraz z rozpowszechnieniem się odśrodkowego regulatora obrotów w pierwszej połowie XIX wieku pojawiło się sporo poważnych problemów technicznych. Oryginalny regulator odśrodkowy Watta miał kilka słabych stron (pomijając choćby to, że wymagał odpowiedniej obsługi i starannego utrzymania)

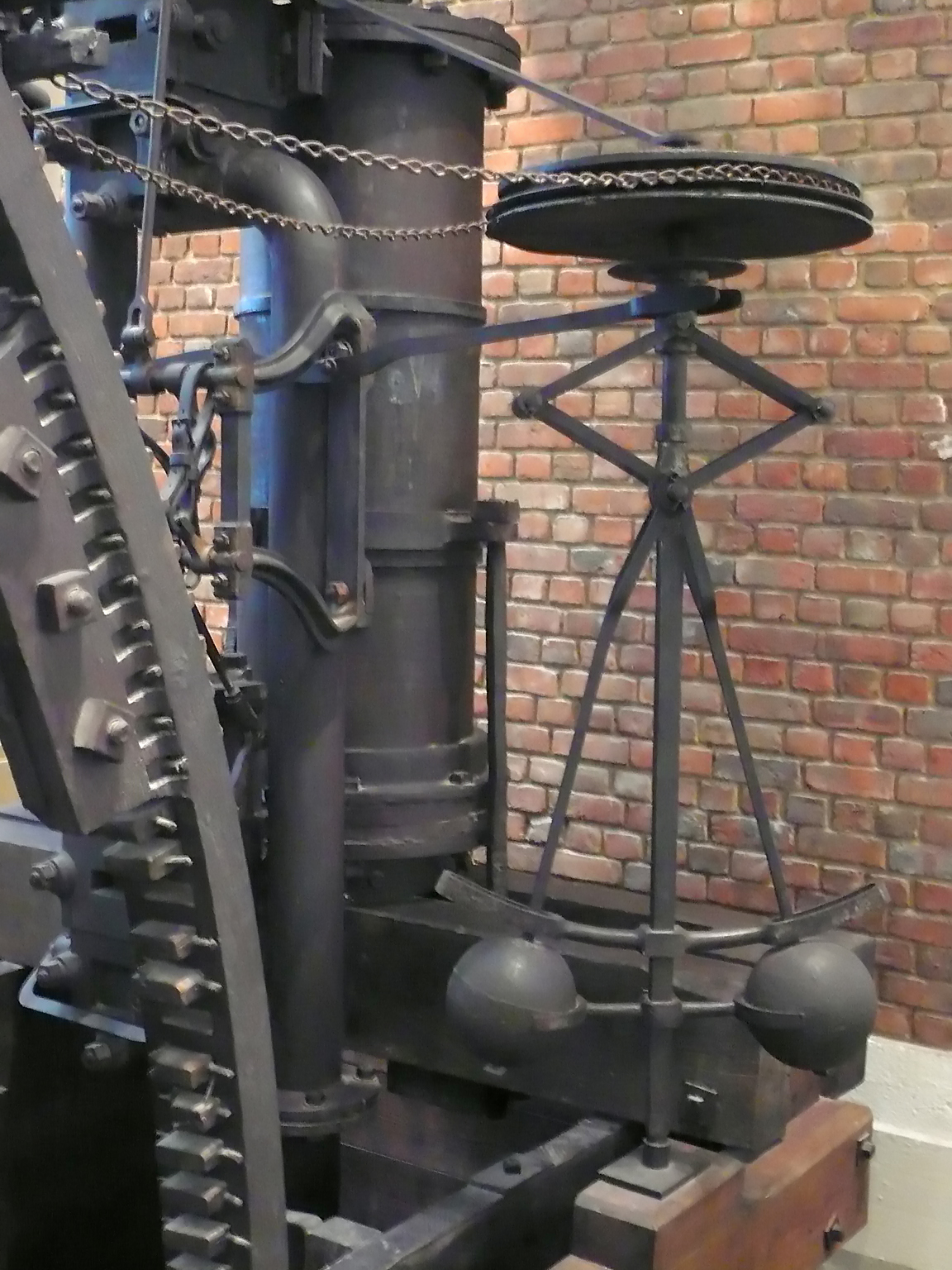
Odśrodkowy regulator obrotów Jamesa Watta stał się sensacją w całej Europie, ale zasadniczy model powodował szereg problemów z uwagi na to, że mechanizm ten nie ujmował działania całkującego

Po pierwsze, z uwagi na brak działania całkującego regulator taki nie mógł usunąć uchybu ustalonego (wartość takiego uchybu maleje wraz ze wzrostem wartości wzmocnienia układu, jest to cechą charakterystyczną dla sterowania proporcjonalnego, w którym transmitancja operatorowa pozbawiona jest członu całkującego). Posługując się ówczesną terminologią nie mógł regulować – był jedynie moderatorem. Innymi słowy regulator dawał jedynie sterowanie proporcjonalne i stąd dokładnie regulował prędkość tylko w określonych warunkach pracy (co komentowano wskazując, że jest to raczej moderator, a nie regulator)
Po drugie odpowiedź na zmianę obciążenia była powolna. Regulator ten mógł pracować tylko w niewielkim zakresie prędkości. Po trzecie nieliniowe siły tarcia mogły prowadzić do powstawania cykli granicznych (ang. hunting).
Pojawiły się liczne próby pokonania powyższych przeszkód. Przez pierwsze 70 lat XIX wieku podejmowano wysiłki by usprawnić oryginalny regulator Watta. Na świecie wydano tysiące patentów związanych z odśrodkowym regulatorem obrotów. Wiele z tych patentów dotyczyło projektów mechanizmów, które miały na celu zapobieżenie skutkom uchybu ustalonego, jaki wpisany był w naturę pierwotnego rozwiązania regulatora.
Wczesne próby pokonania trudności zaowocowały propozycjami pomysłowych projektów, których autorzy nieświadomie wprowadzali do układu działanie całkujące. Jednym z takich przykładów był regulator z referencją prędkości opatentowany przez Benjamina Hicka. W regulatorze tym porównanie sił zostało zastąpione bezpośrednim porównaniem prędkości. Mimo że Hick nie był tego świadomy, mechanizm ten ujmował w sobie człon całkujący. Innym urządzeniem tego typu był chronometryczny regulator opatentowany przez Williama Siemensa (brata Wernera von Siemensa) w 1846 i 1853, który w efektywny sposób wprowadził działanie całkujące poprzez mechanizm różnicowy i wzmocnienie mechaniczne. Innymi słowy, działanie proporcjonalne zostało zastąpione działaniem całkującym czego efektem był „płynny” regulator bez ustalonej wartości zadanej. Tu też autor pomysłu wprowadził człon całkujący do rozwiązania w sposób niejako mimowolny i niezamierzony dążąc po prostu intuicyjnie do pokonania trudności z pracą mechanizmu.
Do niektórych regulatorów wałów stosowanych w Stanach Zjednoczonych wprowadzono też działanie proporcjonalno-różniczkujące.
Innym rozwiązaniem był regulator przekaźnikowy zaproponowany przez Amosa W. Woodwarda (założyciela firmy Woodward Governor Company – obecnie dużej korporacji międzynarodowej). Regulator ten należał do klasy regulatorów niebezpośrednich. W modelu Watta regulator bierze na siebie działanie zarówno „wyczuwania”, jak i wykonania. Mechanizm taki nie byłby odpowiedni w zastosowaniu do bram śluz kół wodnych. Dlatego działanie wykonawcze w regulatorze Woodworda uzyskiwano używając mocy pomocniczej (stąd nazwa regulator niebezpośredni). Na początku regulator ten ujmował tylko działanie całkujące co jednak skutkowało nie najlepszym przebiegiem w stanie nieustalonym. Nieco później wprowadzona została modyfikacja: działanie proporcjonalne do ruchu wału sterującego śluzą używane było do „cofania” ruchu regulatora.
Te różnorodne podejścia do projektowania regulatorów nieizochronicznych (czyli nie dających w efekcie uchybu ustalonego) oparte były na pomysłowych konstrukcjach mechanicznych, które niestety objawiały niestabilność.
Przez cały XIX wiek następował postęp w rozwoju odśrodkowych regulatorów obrotów w zastosowaniach do maszyn parowych, turbin hydraulicznych; w tym konstrukcji sprężynowych (które mogły być wykonane w mniejszych rozmiarach i reagować z większą prędkością) oraz odśrodkowych regulatorów obrotów z przekaźnikami (działających niebezpośrednio).
Praktyczne usprawnienia wniósł regulator obciążenia (ang. load governor) Charlesa Talbota Portera, który mógł pracować z większymi prędkościami i dzięki temu można było zastosować większe siły do urządzeń wykonawczych. Nieco później Thomas Pickering w 1862 i William Hartnell w 1872 wynaleźli regulatory sprężynowe, które także mogły działać z większą prędkością niż regulator Watta. Jednocześnie miały one tę zaletę, że były fizycznie mniejsze zarówno w porównaniu z regulatorem Watta, jak i regulatorem Portera.
Tylko nieliczni inżynierowie zwracali się ku analizie dynamicznej układu, który działał w pętli sprzężenia zwrotnego.

### Inne zastosowania regulatorów
Kolejnymi udokumentowanymi krokami w rozwoju automatyki były:
- zastosowanie regulatora ciśnienia gazu w sieci gazowej służącej do oświetlania ulic Londynu w 1820 roku (za pomocą lamp gazowych)
- wynalezienie bimetalicznego regulatora temperatury (Ure, 1830)
- pojawienie się w połowie XIX wieku pierwszych maszyn sterowanych dla statków, które zawierały w swoim układzie sprzężenie zwrotne. (Amerykanin Fredericka Ellswortha Sickelsa w 1853 opatentował (patent amerykański nr 97-13) hydrauliczny serwomechanizm do sterowania maszyną parową na statku. W 1873 Jean Joseph Léon Farcot opublikował książkę na temat serwomotorów, w których opisał nie tylko różne projekty opracowane przez jego rodzinna firmę, ale także zdał raport z ogólnych zasad sterowania położeniem.)

### Wahadło sympatyczne

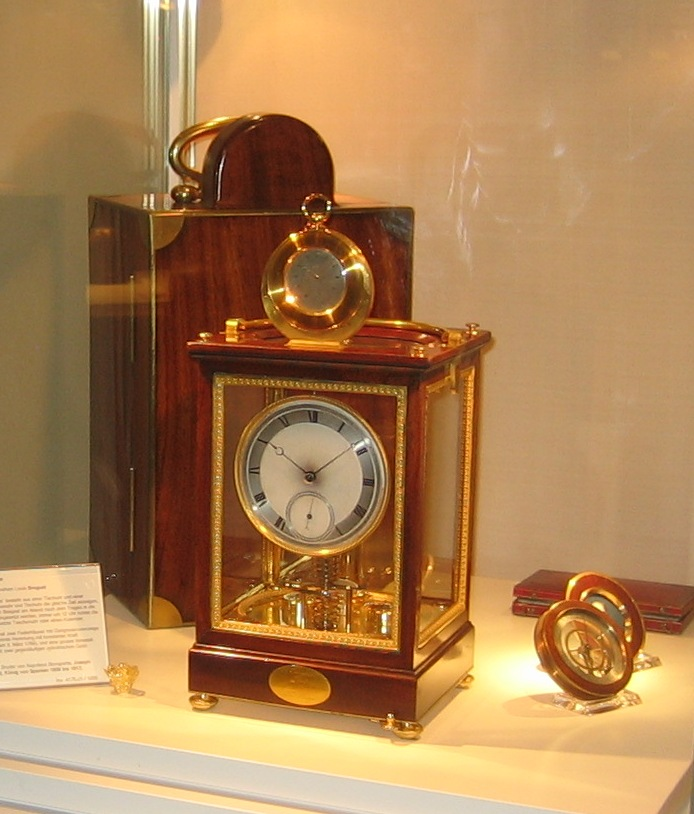
Wahadło sympatyczne w muzeum zegarów Beyer

Historia automatyki rozpoczęła się od zegarów wodnych w starożytnej Grecji. Warto uzupełnić teraz informacje związane z ludzką potrzeba orientacji w czasie. Zegar mechaniczny wynaleziony w XIV wieku nie zawiera systemu sterowania ze sprzężeniem zwrotnym. Jest to precyzyjne urządzenie oscylujące pracujące w otwartej pętli sterowania. Jego dokładność zapewniona jest przez zabezpieczenia przed wpływem zewnętrznych zakłóceń. W 1793, czołowy w swoich czasach, francusko-szwajcarski zegarmistrz Abraham-Louis Breguet (1747–1823) wynalazł system sprzężenia zwrotnego z zamkniętą pętlą, który synchronizował pracę zegarków kieszonkowych. Było to tak zwane wahadło sympatyczne (fr. pendule sympathique).
Wahadło sympatyczne Bregueta wykorzystywało szczególny przypadek regulacji prędkości. Składało się z pokaźnego chronometru o dużej precyzji i obramowania dla zegarka kieszonkowego. Zegarek kieszonkowy, który miał być zsynchronizowany umieszczany był w obramowaniu nieco przed godziną 12, kiedy to z chronometru wysuwał się pręcik i wsuwał się do zegarka po czym rozpoczynał się proces automatycznego dostrajania ramienia regulującego sprężynę balansu w zegarku (dostrajana była więc częstotliwości tyknięć zegarka). Po kilkakrotnym umieszczeniu zegarka w wahadle sympatycznym, ramie regulujące zostaje automatycznie dostrojone. Innymi słowy urządzenie to używane było do przenoszenia dokładności z dużego chronometru do małego przenośnego zegarka kieszonkowego.

### Narodziny matematycznej teorii sterowania
Projektowanie układów regulacji automatycznej ze sprzężeniem zwrotnym do czasu rewolucji przemysłowej opierało się na metodzie prób i błędów i wymagało dużej dozy intuicji inżynierskiej i inwencji. Miało więc bardziej charakter sztuki niż nauki. W połowie XIX wieku po raz pierwszy użyto matematyki do analizy stabilności układów regulacji ze sprzężeniem zwrotnym. Jako że matematyka stanowi dziś formalny język teorii sterowania automatycznego wcześniejszy okres można więc nazwać prehistorią teorii sterowania.

#### Równania różniczkowe
Mimo że systemy sterowania różnych typów stosowane były w starożytności, formalna analiza na tym polu rozpoczęła się wraz z analizą dynamiki odśrodkowych regulatorów obrotów. Wczesne prace z zakresu matematycznej analizy układów regulacji wykorzystywały równania różniczkowe.
Na początku XIX wieku powstały pierwsze raporty o trudnościach z odśrodkowymi regulatorami obrotów z powodu powstawania cykli granicznych (ang. hunting), a wraz z nimi pierwsze próby dokonania analizy działania mechanizmu odśrodkowego regulatora tak by określić warunki dla ich stabilnej (pozbawionej cykli) pracy.
Artykuły na ten temat opublikowali Jean-Victor Poncelet w 1826 i 1836, George Biddell Airy w 1840 i 1851, pokazując, jak dynamikę ruchu regulatora można opisać z wykorzystaniem równań różniczkowych. Jednak obaj napotkali trudności, gdy próbowali określić warunki stabilnego zachowania regulatora.
Naukowcy brytyjscy zainteresowali się możliwością zastosowania odśrodkowego regulatora obrotów do utrzymywania ukierunkowania teleskopu. Chodziło o to, by teleskop był stale zwrócony ku określonej gwieździe podczas naturalnego obrotu ziemi. W 1840 brytyjski astronom z Królewskiego Obserwatorium Astronomicznego w Greenwich, George Biddell Airy, opracował urządzenie ze sprzężeniem zwrotnym, które ustawiało teleskop w określonym kierunku. Urządzenie to było w istocie regulatorem prędkości, który obracał teleskop tak, by skompensować obrót Ziemi, co pozwalało na obserwację danej gwiazdy przez dłuższy czas.
Niestety, George Biddell Airy odkrył, że z powodu nieodpowiednio zaprojektowanej pętli sprzężenia zwrotnego w układzie pojawiały się gwałtowne oscylacje. Był pierwszą osobą, która przedyskutowała niestabilność zamkniętej pętli sprzężenia zwrotnego, i pierwszą, która w swoich analizach posłużyła się (w 1840 roku) równaniami różniczkowymi.
W 1851 Airy podał warunki stabilności, ale jego raport jest tak lakoniczny, że trudno stwierdzić, jak doszedł do ich określenia.

#### Teoria stabilności
Ówcześnie teoria równań różniczkowych była już dobrze rozwinięta, dzięki odkryciu rachunku infinitezymalnego, czyli rachunku nieskończenie małych albo rachunku różniczkowego i całkowego przez Izaaka Newtona i Gottfrieda Wilhelma Leibniza, pracom braci Bernoulli z końca XVII i początku XVIII wieku, włoskiego matematyka Jacopo Francesco Riccati i innych. Wykorzystanie równań różniczkowych do analizy ruchu układów dynamicznych ugruntowali Joseph Louis Lagrange i William Rowan Hamilton.
W 1868 James Clerk Maxwell (odkrywca równań pola elektromagnetycznego) zainspirowany eksperymentem z elektrycznością, w którym chodziło o utrzymanie stałej wartości prędkości rotacji uzwojenia, przeanalizował działanie regulatora odśrodkowego. 20 lutego tego roku przedłożył w Royal Society sławny już dziś artykuł On governors (O odśrodkowych regulatorach obrotów). Maxwell opisał w nim jak wyprowadzić liniowe równania różniczkowe dla różnych mechanizmów regulatora i przedstawił analizę stabilności dla odśrodkowego regulatora obrotów. Maxwell wyjaśnił niestabilności, jakimi odznaczał się odśrodkowy regulator obrotów z ruchomymi kulami, opisując system równaniami różniczkowymi.
W tamtym czasie matematycy i fizycy wiedzieli, że stabilność systemów dynamicznych można było określić określając położenie pierwiastków równania charakterystycznego, i że system staje się niestabilny gdy rzeczywista cześć pierwiastka zespolonego staje się dodatnia. Problemem było jednak jak określić położenie rzeczywistych części pierwiastków zespolonych bez znajdywania pierwiastków równania.

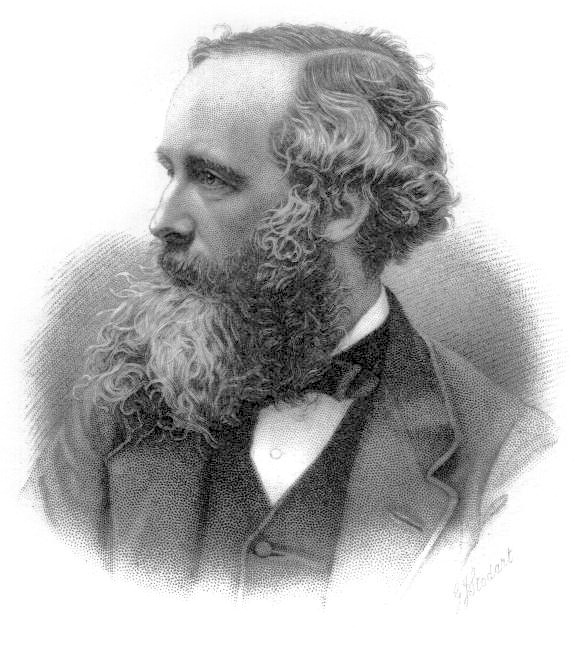
James Clerk Maxwell – jego publikacja z 1868 On governors nie zwróciła w swoim czasie szczególnej uwagi. Dziś uznaje się ją za znaczącą i historyczną – jej data wyznacza początek matematycznej teorii sterowania

Praca Maxwella analizowała i opisywała zjawisko oscylacji samowzbudnych, w którym opóźnienia układu mogą doprowadzić do nadkompensacji i niestabilności. Maxwell posłużył się linearyzacją równań różniczkowych ruchu, by znaleźć równanie charakterystyczne dla układu. Badał jaki wpływ mają parametry układu na jego stabilność i pokazał, że układ jest stabilny, gdy części rzeczywiste pierwiastków równania charakterystycznego są ujemne. Innymi słowy Maxwell pokazał, dla układów rzędu drugiego, trzeciego i czwartego, że stabilność można określić poprzez zbadanie współczynników równań różniczkowych. Udało mu się podać warunki konieczne i dostateczne tylko dla równań do rzędu czwartego. Dla równań rzędu piątego podał dwa warunki konieczne. Nie zdołał podać warunków dla modeli wyższych rzędu wyraził jednak nadzieję, że zagadnienie stanie się przedmiotem dalszych prac matematyków. Artykuł Maxwella dziś uznaje się za znaczący, lecz naówczas nie zwrócono jednak na niego szczególnej uwagi. Dopiero na początku XX wieku wyniki tej pracy zaczęto sobie przyswajać jako wiedzę inżynieryjną.
Praca Maxwella pokazała jednak jak ważne i użyteczne są modele i metody matematyczne dla zrozumienia złożonych zjawisk. Stanowiła też początek rozwoju matematycznej teorii sterowania i teorii systemów. Elementy teorii sterowania pojawiały się już wcześniej, ale nie były one tak spektakularne i przekonujące do siebie jak analiza wykonana przez Maxwella.
Tematykę Maxwella przejęli inni, m.in. Edward John Routh, były kolega Maxwella ze szkoły, przedstawił uogólnienie jego wyników dla układów liniowych. Niezależnie od tych prac Adolf Hurwitz w 1877 analizował stabilność systemu z użyciem równań różniczkowych, co przyniosło wyniki nazwane twierdzeniem Routha-Hurwitza.
Edward John Routh w 1877 przedstawił matematyczną metodę określania, kiedy równanie charakterystyczne posiada stabilne pierwiastki. Rosjanin Iwan Wyszniegradskij, niezależnie od Maxwella, w 1877 analizował stabilność regulatorów z użyciem równań różniczkowych. W 1893 Aurel Boreslav Stodola, korzystając z modelu trzeciego rzędu, badał regulację turbiny wodnej z użyciem techniki Wyszniegradskiego. Stworzył model dynamiki urządzenia wykonawczego ujmując w swojej analizie opóźnienie mechanizmu wykonawczego. Był pierwszym, który użył pojęcia stałej czasowej systemu. Realistyczny model był jednak modelem siódmego rzędu i Stodola, nieświadom prac przedstawionych prac przez Maxwella i Routha, postawił w 1895 przed Adolfem Hurwitzem problem określenia stabilności równania charakterystycznego. W efekcie Adolf Hurwitz rozwiązał go niezależnie (zob. kryterium stabilności Hurwitza). Enrico Bompiani w 1911 pokazał, że oba kryteria stabilności (Routha i Hurwitza) są w istocie identyczne.
Przez ponad 100 kolejnych lat nastąpił znaczący rozwój teorii sterowania. Nowe metody matematyczne pozwalały na sterowanie coraz bardziej złożonymi systemami dynamicznymi.
Dokładne definicje matematyczne stabilności systemu dynamicznego, jak i ogólne teorie stabilności dla systemów nieliniowych zostały po raz pierwszy sformułowane przez naukowców rosyjskich w końcu XIX wieku. Rosyjski uczony Nikołaj Jegorowicz Żukowski (ros. Николай Егорович Жуковский) w 1882 roku wprowadził koncepcję silnej stabilności orbitalnej, która jest oparta na reparametryzacji zmiennej czasu. Praca Żukowskiego została prawie całkowicie zapomniana i dopiero niedawno zwrócono na nią uwagę. Koncepcja stabilności Żukowskiego zgodna jest z koncepcją stabilności Henri Poincaré, w której rozpatruje się jedynie punkty równowagi i rozwiązania okresowe (co może wskazywać dlaczego praca Żukowskiego popadła w zapomnienie). Poza tym wielki sukces późniejszej pracy Lapunowa mógł pozostawić w swoim cieniu wkład Żukowskiego.

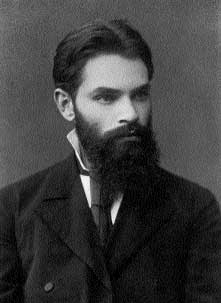
Aleksandr Lapunow – jego praca Общая задача об устойчивости движени z 1892 dotycząca stabilności stała się sławna w Rosji. Na Zachodzie była jednak w zasadzie nieznana do lat 60. XX wieku, kiedy to Amerykanie zainteresowali się nią po tym, jak zaczęli przegrywać wyścig kosmiczny

W latach 90. XIX wieku Aleksandr Michajłowicz Lapunow opublikował pracę z zakresu teorii stabilności, które miały duży wpływ na teorię sterowania. 10 lat po ukazaniu się pracy Żukowskiego w 1892 Aleksandr Michajłowicz Lapunow przedłożył swoją pracę doktorską Общая задача об устойчивости движени (Ogólny problem stabilności ruchu). Lapunow w 1892 badał z użyciem uogólnionego pojęcia energii stabilność nieliniowych równań różniczkowych (zob. metody Lapunowa). Praca Lapunowa stała się znana w Rosji, a potem także w krajach zachodnich. W 1907 roku została przetłumaczona na francuski (Lapunow sam przeglądał i korygował to tłumaczenie). Niestety, chociaż jego praca znalazła zastosowanie i była kontynuowana w Rosji, to na Zachodzie czas jeszcze nie dojrzał do jego eleganckiej teorii. Przez dłuższy czas pozostawała nieznana. Dopiero około 1960 uświadomiono sobie w końcu, jak duże ma znaczenie. Pracę rosyjskojęzyczną przedrukowano w Związku Radzieckim w 1950 roku. Tłumaczenie anglojęzyczne z francuskiego ukazało się w 1992 roku.
Rozprzestrzenianie się telegrafii, a następnie telefonii od połowy XIX wieku pobudzało do podejmowania rozlicznych badań nad zachowaniem się obwodów elektrycznych. Przez kilka lat, począwszy od 1888, brytyjski inżynier Oliver Heaviside publikował swoje artykuły na temat rachunku operatorowego. Można w zasadzie powiedzieć, że w latach 1892–1898 Oliver Heaviside wynalazł rachunek operatorowy, przebadał zachowania systemu w stanie nieustalonym i wprowadził pojęcie odpowiadające późniejszej transmitancji. Chociaż jego metody dawały przekonujące wyniki dla odpowiedzi układów elektrycznych w stanie nieustalonym, został on skrytykowany przez współczesnych mu matematyków za brak należytego rygoru i wyklęty przez swoje środowisko naukowe.
Rozwój rachunku operatorów jako metod umożliwiających rozwiązywanie pewnych typów równań różniczkowych na gruncie algebraicznym datuje się od początku XIX w. W takim ujęciu został on rozpowszechniony przez Olivera Heaviside’a (1892, 1899), który stosował rachunek operatorów w zagadnieniach elektrotechnicznych, sprowadzając równania różniczkowe do równań algebraicznych. Dopiero w latach 20 i 30. XX wieku ideę Heaviside’a (pojęcie odpowiadające późniejszej transmitancji) powiązano z przekształceniami całkowymi Fouriera i Laplace’a (Bromwich, Carson, van der Pol, Doetsch), co spowodowało, że pojawiły się szersze możliwości wykorzystania rachunku operatorów w wielu zagadnieniach fizyki i techniki, a także w zagadnieniach automatycznej regulacji układów mechanicznych. Doszukanie się tych powiązań dowiodło też ostatecznie słuszności metod Heaviside’a.
Pewne ograniczenia stosowalności przekształceń całkowych, a przede wszystkim rozwój analizy funkcjonalnej skłoniły matematyków do poszukiwania nowych koncepcji rachunku operatorowego. Całkowity nawrót do pierwotnego operatorowego punktu widzenia obserwujemy na przykład u Jana Mikusińskiego. Daje on ścisłe uzasadnienie rachunku operatorów Heaviside’a, bez odniesienia do przekształcenia Laplace’a. Dalsze prace nad nowymi ogólnymi podstawami rachunku operatorów, nawiązują również w pewnym sensie do koncepcji Heaviside’a.
Klasyczny rachunek operatorów, jako narzędzie matematyczne, jest w szerokim zakresie wykorzystywany w teorii liniowych układów dynamicznych. Jest jedną z dziedzin współczesnej matematyki, która swoje znaczenie zawdzięcza w zdecydowanej mierze właśnie zastosowaniom technicznym. Stosowanie metod operatorowych znacznie upraszcza obliczenia i prowadzi do rozwiązań w postaci bardzo dogodnej do dalszej analizy i syntezy układu. Dzięki swej prostocie i efektywności, a także wskutek wielu zalet w porównaniu z innymi metodami, rachunek operatorów stał się jedną z podstawowych metod badania układów dynamicznych, mimo wielu ograniczeń nakładanych na wielkości wejściowe i wyjściowe układu.

### Zanim powstała nowa dyscyplina
Zanim automatyka wyłoniła się jako odrębna dyscyplina, inżynieria związana ze sterowaniem była praktykowana jako cześć inżynierii mechanicznej a teorię sterowania studiowano przede wszystkim w ramach inżynierii elektrycznej, gdyż obwody elektryczne można opisać z użyciem metod tej teorii. W pierwszych relacjach sterowania, wyjście sygnału prądowego reprezentowane było przez wejście sygnału napięciowego. Jednakże z uwagi na brak odpowiedniej technologii, która by pozwoliła na zaimplementowanie elektrycznych systemów sterowania projektanci pozostawali przy mniej wydajnych systemach mechanicznych o powolnych odpowiedziach. Wspomniany wyżej odśrodkowy regulator obrotów nadal jest bardzo efektywnym regulatorem mechanicznym szeroko rozpowszechnionym w niektórych obiektach hydrotechnicznych. Zanim nadeszła epoka energoelektroniki, systemy sterowania procesami w zastosowaniach przemysłowych opracowywali inżynierowie mechanicy z użyciem sterujących urządzeń pneumatycznych i hydraulicznych – nadal stosowanych.

### Teoria systemów
To właśnie badania nad systemami stały się obszarem wiedzy ludzkiej, w którym odnalazła swoje miejsce teoria sterowania ze swoją koncepcją sprzężenia zwrotnego. Koncepcja systemu jako dynamicznej jednostki ze zdefiniowanymi wejściami i wyjściami, przez które jednostka była połączona z innymi systemami i ze swoim środowiskiem stała się podłożem dalszego rozwoju teorii automatycznego sterowania. Historia teorii systemów wymagałaby całkiem osobnego omówienia. Poniżej przedstawiono jedynie krótki zarys genezy jej powstania.
W wiekach XVIII i XIX, prace z zakresu ekonomii Adama Smitha (Bogactwo narodów, 1776), odkrycia Charlesa R. Darwina (O pochodzeniu gatunków na drodze selekcji naturalnej, 1859) oraz inne działania (w polityce, socjologii) miały bardzo duży wpływ na świadomość ludzi tamtego okresu. Na gruncie prac filozofów greckich i arabskich powstała filozofia przyrody, wkład do niej wnieśli Mikołaj z Kuzy (1463), Gottfried Wilhelm Leibniz i inni. XIX wieczne osiągnięcia, klimat rewolucji przemysłowej i rosnący poziom świadomości w globalnej geopolityce oraz astronomii miał znaczący wpływ na filozofię przyrody i doprowadził do przeobrażeń tej dziedziny. We wczesnych latach XIX wieku Alfred North Whitehead (1925), ze swoją filozofią organicznego mechanizmu, Ludwig von Bertalanffy, ze swoimi hierarchicznymi zasadami organizacji i inni zaczęli mówić o ogólnej teorii systemów. Taki kontekst sprzyjał rozwojowi teorii sterowania.

## Wojna, telefonia i metody częstotliwościowe
Z punktu widzenia teorii sterowania na początku XX w. miały miejsce dwa istotne wydarzenia: wojny światowe oraz rozwój telefonii i masowej komunikacji.
Okres gdy komunikacja masowa i szybsze sposoby podróżowania zaczęły czynić świat coraz mniejszym, był jednocześnie czasem napięć społecznych, podczas których ludzie usiłowali określić swoje miejsce w społeczności globalnej. Konsekwencją tego były wojny światowe, w czasie to których rozwój systemów sterowania opartych na sprzężeniu zwrotnym stał się kwestią przetrwania.

### Regulatory oraz sterowanie samolotami i statkami przed II wojną światową
W XIX wieku, główne problemy regulacji związane były z zapewnieniem stabilności. W odpowiedzi na te problemy rozwinęła się teoria. Dostępność maszyn parowych doprowadziła do opracowania regulowanych maszyn parowych (z mechanizmem sprzężenia zwrotnego).
Burzliwy rozwój techniki regulacji automatycznej rozpoczął się w okresie poprzedzającym wybuch I wojny światowej.
W okresie międzywojennym technika i teoria regulacji została podporządkowana zastosowaniom militarnym. Istotnym problemem wojskowym podczas tego okresu stało się sterowanie i nawigacja statkami, których projekty zaczynały wówczas być coraz bardziej zaawansowane. Ponadto w wielu krajach mnóstwo pracy włożono w opracowanie systemów do dokładnego nakierowywania dział statków i artylerii przeciwlotniczej.
W okresie pierwszych dwóch dekad XX wieku ważne technologiczne opracowania pojawiały się też w innych różnych sektorach. U ich podstaw nie leżała jednak teoria. Początkowo regulatory były regulatorami pneumatycznymi, hydraulicznymi lub mechanicznymi. Nieco później opracowano rozwiązania zawierające także układy elektryczne. Dopiero po II wojnie światowej powstały układy o charakterze całkowicie elektrycznym
Branża elektroenergetyki przyniosła potrzebę regulacji napięcia i częstotliwości. Wraz z coraz szerszym stosowaniem oświetlenia elektrycznego od końca XIX wieku pojawiły się problemy związane z dystrybucją energii elektrycznej. W pierwszych systemach dystrybucji na obciążenie składały się głównie obwody oświetleniowe stąd występował nacisk na regulację napięcia (lub prądu). Z czynników, które wpływają na napięcie wyjściowe generatora, łatwo daje się kontrolować tylko siła prądu pola dlatego pierwsze regulatory korzystały z takiej techniki do regulacji napięcia wyjściowego. Jednym z pierwszych regulatorów był regulator Tirrill wprowadzony przez General Electric Company w 1902.
Duże znaczenie miało zastosowanie sterowania w lotnictwie do kontroli dynamiki lotu. Bracia Wright 17 grudnia 1903 wykonali z powodzeniem pierwsze loty testowe, które ukazały duże możliwości sterowania lotem przez znaczne jego okresy czasu (było to coś więcej niż tylko możliwość wytwarzania siły nośnej znanym wówczas profilem lotniczym). Sterowanie w samolocie okazało się niezbędne by zapewnić bezpieczeństwo lotu.
Inne istotne zastosowanie sprzężenia zwrotnego na morzu to działanie wieży artyleryjskiej. Rozwinęła się też szeroko hydraulika dla układów przekładni. Także torpedy korzystały z coraz bardziej zaawansowanych systemów do kontroli głębokości – w tym, z końcem XIX stulecia z działania żyroskopu. W pierwszych dekadach XX wieku żyroskopy były coraz częściej używane do stabilizacji statków i w autopilotach.
W 1910 Elmer Ambrose Sperry wynalazł kompas żyroskopowy, którego używał do stabilizacji i sterowania statków, a następnie do sterowania samolotów. Sperry był pionierem aktywnego stabilizatora, kompasu żyroskopowego i autopilota żyroskopowego, uzyskując różne patenty w latach 1907–1914. Autopilot Sperry’ego był bardzo wymyślnym urządzeniem: wewnętrzna pętla sterowała silnikiem elektrycznym, który to działał na maszynę sterującą, w tym czasie pętla zewnętrzna korzystała z kompasu żyroskopowego do „wyczuwania” przodu. Sperry zaprojektował także antycypator, który naśladował sposób, w jaki doświadczony sternik przejąłby ster, aby tak zapobiec przesterowaniu. Antycypator był, de facto, pewnym rodzajem sterowania adaptacyjnego. Sperry i jego syn Lawrence zaprojektowali w tym czasie również automatyczne stabilizatory samolotów, które posiadały dodatkową złożoność w postaci regulacji trójwymiarowej. Urządzenie to wykorzystywało cztery żyroskopy i ujmowało w sobie także działanie różniczkujące – wprowadzone do mechanizmu jednak nie z uwagi na znajomość założeń teoretycznych, ale dzięki intuicyjnemu zrozumieniu zachowania układu.
W kolejnych dwóch dekadach nastąpił znaczący postęp technologiczny zarówno w stabilizacji statków, jak i samolotów. W połowie lat 30. XX wieku wiele linii lotniczych korzystała z autopilotów Sperry’ego przy lotach na długie dystanse. Jednakże pomijając analizy stabilności omówione wcześniej (Routh, Hurwitz, Lapunow), które nie były wówczas szerzej znane, nie prowadzono badań teoretycznych takich układów ze sprzężeniem zwrotnym (aczkolwiek z wyjątkami takimi jak praca Minorsky’ego, którą omówiono poniżej).

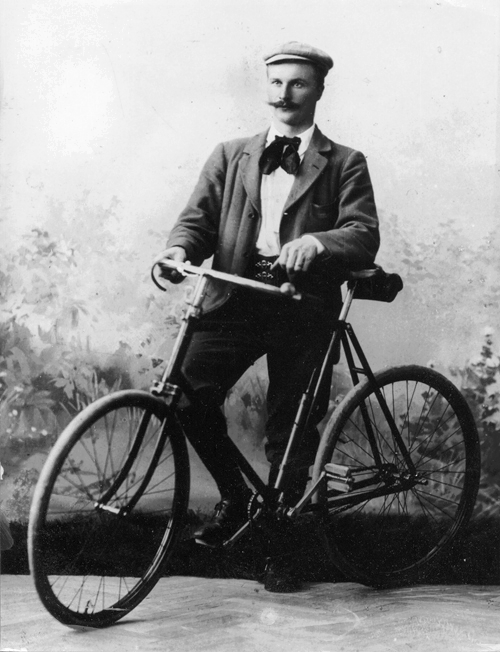
Gustaf Dalén otrzymał nagrodę Nobla w dziedzinie fizyki za skonstruowanie regulatora stosowanego w pławach świetlnych i latarniach morskich. Na zdjęciu jako młody inżynier w studiu fotograficznym w 1895

W 1912 Nils Gustaf Dalén otrzymał Nagrodę Nobla w dziedzinie fizyki za skonstruowanie w 1907 układu automatycznej regulacji wielkości płomienia i częstotliwości jego pulsacji w palnikach acetylenowych stosowanych w bojach (pławach) świetlnych i latarniach morskich.
Procesy wykorzystujące napędy wałków potrzebowały dokładnej regulacji prędkości. W procesach przemysłowych opracowano urządzenia do pomiaru i coraz bardziej zmyślnego sterowania pneumatycznego. W 1907 firma C. J. Tagliabue Company z Nowego Jorku zainstalowała pneumatyczny, dwustawny regulator temperatury na obiekcie pasteryzacji mleka.
Również w tym czasie stosowane były regulatory pneumatyczne, w których czujnik stanowiła rurka Bourdona, a jej deformacja oddziaływała na zawór. Taki układ dysponował wystarczającą siłą do poruszania piórem rejestratora, ale dokładność sterowania zaworem była niewielka z powodu dużych błędów pomiarowych. Dlatego też w 1914 pojawiła się – wysunięta przez Edgara H. Bristola (współzałożyciela w 1908, z ojcem i bratem, firmy Industrial Instrumentation Co., przemianowanej w 1914 na The Foxboro Company) – koncepcja zastosowania wzmacniacza dysza–przysłona w celu pokonania tych trudności.
Przed I wojną światową zostały znacznie udoskonalone serwomechanizmy hydrauliczne przeznaczone do sterowania działami okrętowymi oraz regulatory kursu statku i torped.
Wśród pierwszych efektów prac rozwojowych wymienić można projekty czujników do celów sterowania w pętli sprzężenia zwrotnego.
Głównym problemem stała się w końcu kontrola pozycji dla kursu statku (i przy wielu innych zastosowaniach). Chodziło o to by znaleźć najbardziej odpowiedni mechanizm tak by w konsekwencji zastosować najbardziej efektywne sterowanie pozycyjne. Żyroskop odegrał znaczącą rolę w rozwoju automatyki sterowania statkami, pobudzając do dalszych badań w tym kierunku. Znaczącym osiągnięciem było opracowanie koncepcji regulatora PID. Historia regulacji typu PID sięga wstecz do 1890, kiedy to powstał projekt odśrodkowego regulatora obrotów. Regulatory PID były następnie rozwijane na potrzeby automatycznego sterowania statkiem. Jednym z pierwszym z przykładów regulatora typu PID był wyżej wspomniany regulator opracowany w 1911 przez Elmera Sperry. Jednak dopiero w 1922 Nicolas Minorsky przedstawił regulator trójczłonowy do sterowania statkami, tym samym stając się pierwszym, który użył regulatora PID.
Minorsky był Amerykaninem pochodzenia rosyjskiego; urodził się w Rosji w 1885 roku (jego znajomość języka rosyjskiego okazała się ważna dla Zachodu w późniejszym okresie). W czasie służby w marynarce rosyjskiej studiował problemy związane ze sterowaniem statkami i wkrótce po wyemigrowaniu do Stanów Zjednoczonych w 1918 przeprowadził pierwszą teoretyczną analizę automatycznego sterowania statku. Prace Minorsky’ego dotyczyły stabilności układów nieliniowych (innymi słowy efektów nieliniowości w systemach ze sprzężeniem zwrotnym), a wykonywane one były na okręcie USS New Mexico na zlecenie Marynarki Wojennej Stanów Zjednoczonych.

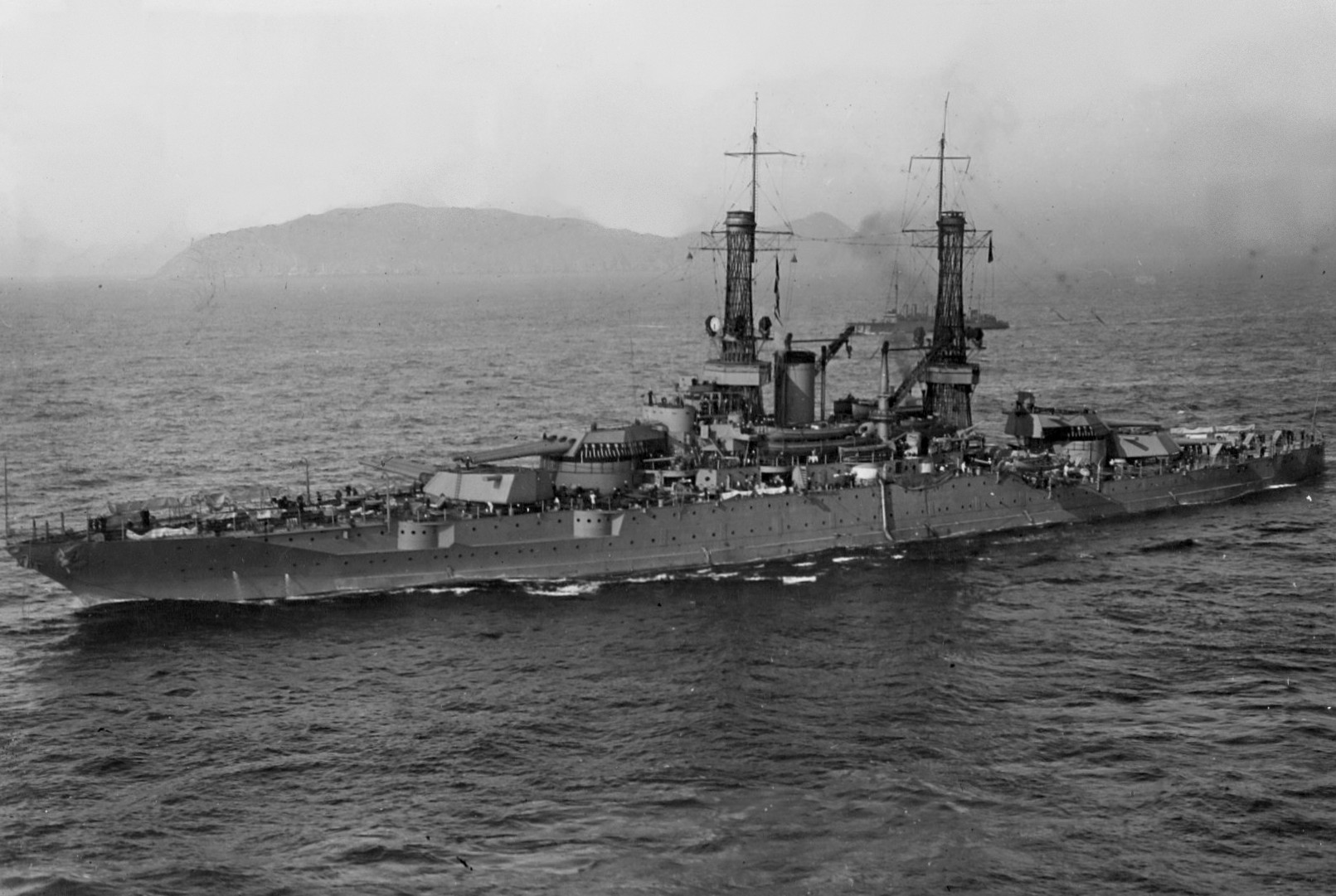
Pracując na USS New Mexico, w 1922 Nicolas Minorsky opracował koncepcję regulatora PID, który dziś stosowany jest w około 90% instalacji automatyki

Minorsky oparł swoje analizy na obserwacji pracy sternika. Był jednym z pierwszych, którzy uświadomili sobie potrzebę wprowadzenia działania różniczkującego do regulatora, co byłoby odpowiednikiem przystosowań, oczekiwań lub intuicji jakie wykazywał sternik statku. Minorsky zauważył, że sternik sterował statkiem nie tylko w oparciu o aktualny błąd, ale brał pod uwagę także błędy jakie występowały w przeszłości oraz bieżące tempo zmian. Następnie Minorsky opisał to, co zaobserwował za pomocą narzędzi matematycznych. Choć Minorsky nie posługiwał się współcześnie używanymi terminami, jego zalecenia dotyczą właściwej kombinacji działań o charakterze proporcjonalnym, różniczkującym i całkującym. Badanie Minorsky’ego wyraźnie zidentyfikowało sposób, w jaki powinno się wykorzystywać działanie sterujące. Jego praca w szczegółowszym ujęciu wyglądała jak następuje. Celem jego pracy było określenie warunków stabilności, co znacząco uprościło by problem. Sterowanie proporcjonalne daje stabilność w obecności niedużych zakłóceń, nie wystarcza jednak w przypadku gdy zakłócenia są mocne i trwają dłuższy czas (szczególnie przy zaciekłym sztormie) co objawia w postaci uchybu ustalonego. W takich warunkach pojawia się potrzeba dodania członu całkującego. Ostatecznie by polepszyć sterowanie, dodany został człon różniczkujący.
W 1922 Minorsky opublikował artykuł Directional Stability of Automatically Steered Bodies, w którym przedstawił kilka nowych pomysłów. Po pierwsze dokonał linearyzacji problemu w danym punkcie z użyciem szeregu Taylora i przeprowadził analizę stabilności, w okolicy tego punktu, przy niewielkich zakłóceniach. Po drugie przedstawił koncepcję regulatora trójczłonowego (regulatora PID). Po trzecie przeanalizował niekorzystny wpływ jakie do sterowania automatycznego wnosi opóźnienie czasowe. Była to pierwsza opublikowana analiza teoretyczna regulatora PID.
Próby z regulatorem przeprowadzone zostały na okręcie USS New Mexico, podczas których to regulator sterował prędkością kątową (nie kątem) steru. Stosowanie regulacji typu PI wiązało się z trwałym zejściem z kursu o wartość ±2°. Po ujęciu ponadto członu D trwałe zejście z kursu malało do ±1/6°. Były to wyniki lepsze niż te, jakie udawało się osiągać większości sternikom.
Marynarka ostatecznie nie zdecydowała się jednak wówczas na wdrożenie jego rozwiązania z uwagi na opór ze strony załogi statku. Praca Minorsky’ego nie spotkała się też wówczas z większym zainteresowaniem i nie została szeroko rozpowszechniona. Mimo że Minorsky stworzył dobre teoretyczne podstawy dla sterowania w pętli sprzężenia zwrotnego to jego praca napisana była w czasach heroicznych wynalazków, gdzie intuicja i praktyczne doświadczenie miały większe znaczenie dla inżynierskiej praktyki niż analizy teoretyczne.
Dziś praca Minorsky’ego jest uznawana za jedną z pierwszych, fundamentalnych prac, stanowi najlepszy przykład ewolucji teorii poprzez uogólnianie i dążenie do lepszego zrozumienia problemu. Podobne prace zostały przeprowadzone i opublikowane przez kilku innych badaczy w latach 30. XX wieku. Do dziś regulatory PID, po raz pierwszy opisane w 1922, są stosowane w przeważającej części wszystkich zastosowań przemysłowych (w 1996 roku stanowiły około 90% wszystkich zastosowań).
W późnych latach 20. XX w. dostępne były dwustawne regulatory elektryczne oraz laboratoryjne rozwiązania regulatorów PI, wykorzystujące silniki w celu uzyskania działania całkującego. W tym okresie były powszechnie wykorzystywane regulatory pneumatyczne, zapewniające szybkie działanie dwustawne i tylko wąski zakres działania proporcjonalnego (od 5 do 7% zakresu pełnej skali). Pneumatyczny regulator PI został wyprodukowany przez firmę Foxboro we wrześniu 1931 roku. Był to regulator Model 10 Stabilog. W 1933 Clesson E. Mason z firmy Foxboro opatentował Stabilog, urządzenie, które ujmowało w sobie zarówno działanie całkujące, jak i proporcjonalne, a z końcem dekady dostępne stały się regulatory trójczłonowe, które zawierały w sobie preact – jak wówczas nazywano sterowanie różniczkujące. Prace nad zastosowaniem działania różniczkującego w regulatorach pneumatycznych prowadził też w latach 1939–1940 Ralph Clarridge z firmy Taylor Instrument Companies. W efekcie pojawiły się handlowe wersje regulatorów PID wyprodukowane przez firmy Taylor i Foxboro.
Postęp na polu teorii był bardzo powolny, do czasu aż przyspieszenie jakie nastąpiło w elektronice i telekomunikacji w latach 20. i 30. XX wieku przełożyło się, w okresie II wojny światowej, na rozwój teorii sterowania.

### Telekomunikacja masowa i system telefonii Bella

#### Analiza częstotliwościowa
Matematyczna analiza systemów sterowania była wcześniej prowadzona z wykorzystaniem równań różniczkowych w dziedzinie czasu. W Bell Labs (laboratoriach telefonicznych Bella) w latach 20. i 30. XX wieku badano i stosowano w systemach telekomunikacji podejście oparte na dziedzinie częstotliwościowej, którego podstawą były metodyki: Pierre Simon de Laplace’a, Jean Baptiste Joseph Fouriera, Augustin Louis Cauchy’ego. Z tego okresu datują się ogólne metody syntezy układów regulacji automatycznej oparte na charakterystykach częstotliwościowych (Harold Stephen Black, Harry Nyquist, Hendrik Wade Bode) które omówiono poniżej.

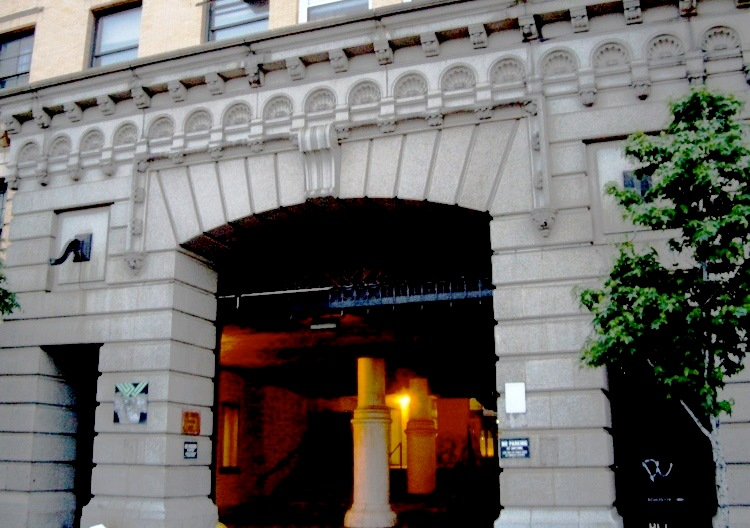
Brama wejściowa do budynku na Manhattanie (Nowy Jork), gdzie mieściła się siedziba Laboratoriów Bella m.in. w latach 20. i 30. XX wieku

W tamtych czasach nawet jeśli projektanci byliby świadomi prac Minorsky’ego to ciągle brakowało by im odpowiednich, liniowych, stabilnych urządzeń wzmacniających, które mogłyby przemieniać niskonapięciowe sygnały zbierane z urządzeń pomiarowych na sygnały o poziomie napięcia odpowiednim do pracy ze sterującym urządzeniem wykonawczym. Pojawił się impas zarówno w odniesieniu do wzmacniaczy dla układów elektronicznych, jak i pneumatycznych. We wczesnych latach 20. XX wieku problem wzmocnienia stał się poważną przeszkodą w dalszym rozwoju telefonii pomiędzy odległymi punktami.
W początkach XX wieku rozpoczęto instalacje linii telefonicznych łączących odległe punkty. Funkcjonowanie takich linii nękane było jednak różnymi problemami.
Głównym problemem jaki pojawił się podczas rozwoju systemów telekomunikacji masowej rozciągających się na długie odległości związany był z potrzebą okresowego wzmacniania sygnału głosu w długich liniach telefonicznych. Niestety, jeśli nie zastosuje się odpowiedniego podejścia, nie tylko wzmacniana jest informacja, ale też i szum. Dlatego pierwszorzędne znaczenie mają projekty odpowiednich wzmacniaczy regenerujących.
Wzmacniacze oparte na lampach elektronowych połączone w tandem cierpiały z powodu zniekształceń i niestabilności. Wzmocnienie wzmacniaczy zmieniało wraz z różnymi parametrami takimi jak starzenie się, temperatura itd. i z uwagi na nieliniowości lamp elektronowych wprowadzało zniekształcenia w systemach wielokanałowych.
Ulepszenia w projektach kabli i wykorzystanie obciążenia impedancji pozwolił na wydłużenie linii poprzez którą mogła odbywać się transmisja bez potrzeby wzmocnienia. Jednak usługi międzykontynentalne w Stanach Zjednoczonych musiały korzystać ze wzmacniaczy. Repeatery telefoniczne oparte na elektronicznym wzmocnieniu sygnału były w użyciu około 1920 roku, ale zniekształcenia jakie wnosiły ograniczały ich ilość przy zastosowaniu szeregowym. Wzmagający się ruch w sieci także powodował problemy, gdyż wymuszał powiększanie pasma linii co skutkowało przy transmisji zwiększoną utratą sygnału. Problem projektowy polegał na tym by wprowadzić do systemu Przesunięcie fazowe dla właściwych częstotliwości.
We wczesnych latach 20. XX wieku Harold Stephen Black (1898–1983) pracował dla Laboratoriów Bella, projektując wzmacniacze dla telefonii międzykontynentalnej zajął się powyższym problemem. Zmagał z nim przez kilka lat aż w końcu, w drodze do pracy, przepływając promem przez rzekę Hudson z New Jersey do Nowego Jorku, w dniu 2 sierpnia 1927 roku, w słynnej już dziś chwili „objawienia”, wpadł na pomysł zastosowania ujemnego sprzężenia zwrotnego. Nie mając na czym zapisać swoich myśli wykonał szkic obwodu z pętlą ujemnego sprzężenia zwrotnego na niewłaściwie wydrukowanej stronie gazety The New York Times, odnotował datę i podpisał się. Black uświadomił sobie, że ujemne sprzężenie zwrotne może zmniejszyć zniekształcenia kosztem redukcji wzmocnienia ogólnego. Innymi słowy jeśli część wzmocnienia wzmacniacza o wysokim współczynniku wzmocnienia poświęci się zwracając przez pętlę sprzężenia część sygnału wyjściowego to zniekształcenia wywołane szumem i dryftem komponentu ulegną zmniejszeniu.
W ten sposób Black w 1927 roku stworzył koncepcję stabilnych wzmacniaczy z ujemnym sprzężeniem zwrotnym – innymi słowy zademonstrował użyteczność sprzężenia zwrotnego do redukcji zniekształceń wzmacniaczy regenerujących.
Wynalazek miał więc miejsce w 1927 roku a zgłoszenie patentowe w 1928 roku, ale artykuł opisujący nową ideę opublikowano dopiero w 1934 roku (Stabilized Feedback Amplifiers). Pomysł Blacka wówczas był tak nieintuicyjny (wzmacniacz z wzmocnieniem większym niż jeden mógł być stabilny), że patent wydano ze znacznym opóźnieniem. Biuro patentowe było bardzo sceptyczne, potraktowało ujemne sprzężenie zwrotne jak perpetuum mobile i żądało działającego prototypu. Po szeroko zakrojonych pracach, testy praktyczne w pełnej skali przeprowadzono w 1930 roku, a w 1931 roku wzmacniacza takiego zaczęto używać w firmie AT&T. Informacja o rozwiązaniu nie była publikowana w swobodnie dostępnej literaturze aż do roku 1934 a patent ostatecznie przyznano dopiero w 1937 roku.
Mervin J. Kelly (1894-1971) – amerykański fizyk, przewodniczący Laboratoriów Bella w latach 1951–1959 w 1957 powiedział o Blacku: Nie ma nic z przesady w stwierdzeniu, że bez wynalazku Blacka (wzmacniacza ze sprzężeniem zwrotnym) nie istniałyby ani telefonia pomiędzy odległymi punktami ani sieci telewizyjne, które pokrywają nasz cały kraj ani kablowa telefonia międzykontynentalna.
Przy praktycznym opracowywaniu wzmacniacza i badaniu jego zachowania Blackowi asystował Harry Nyquist. Black przekazał problem stabilności takiej pętli sprzężenia zwrotnego do swego kolegi z Laboratoriów Bella Harry Nyquista.
Harry Nyquist rozwinął teorię regeneracji w zastosowaniu do projektowania stabilnych wzmacniaczy. W 1932 roku podał słynne kryterium stabilności układów z zamkniętym sprzężeniem zwrotnym dla dziedziny częstotliwościowej (tzw. kryterium Nyquista). Swoje kryterium stabilności wyprowadził opierając się na wykresach biegunowych funkcji zespolonej. Praca Nyquista z 1932 roku Regeneration theory położyła fundamenty pod tak zwaną analizę Nyquista. Wynikiem tej pracy było praktyczne urządzenie – wzmacniacz z ujemnym sprzężeniem zwrotnym, ale też i lepsze zrozumienie zalet jakie przynosi zastosowanie w układach ujemnego sprzężenia zwrotnego. Ostatecznie praca ta także wprowadziła metodę analizy i projektowania układów regulacji, które nie wymagają wyprowadzania równań różniczkowych czy manipulacji nimi i w których dane eksperymentalne – zmierzone charakterystyki częstotliwościowe – mogły zostać połączone z danymi wyliczonymi. Z połączonych odpowiedzi można było oszacować stopień stabilności układu i wydedukować obraz zmian, których wprowadzenie było niezbędne do polepszenia działania.
Jednak po opublikowaniu artykułu przez Niquista nadal podczas projektów wzmacniaczy ze sprzężeniem zwrotnym istniało wiele niejasnych aspektów, szczególnie jeśli chodzi o zrozumienie spadków wzmocnienia i przesunięć fazowych.
Trzecią osobą z Laboratoriów Bella, z kluczowym wkładem w analizę elektronicznych układów ze sprzężeniem zwrotnym był Hendrik Wade Bode. Bode od połowy lat 30. XX wieku pracował nad korektorami sygnałów.
Bode badał stabilność pętli sprzężenia zwrotnego z wykorzystaniem takich koncepcji jak zapas amplitudy i zapas fazy (Bode, 1940). W 1938 roku Bode użył charakterystyk częstotliwościowych amplitudy i fazy na płaszczyźnie zespolonej (zob. charakterystyka Bodego). W 1940 roku opublikował artykuł Relations Between Attenuation and Phase in Feedback Amplifier Design, który utorował drogę do zrozumienia wspomnianych wyżej problemów poprzez wykorzystanie wykresów wzmocnienia i fazy. Pokazał, że spadek wzmocnienia i przesunięcie fazowe są ze sobą powiązane w każdym realizowalnym układzie, wprowadził także koncepcje zapasu amplitudy i zapasu fazy oraz wskazał na ich związek z kryterium stabilności Nyquista.

### W czasie II wojny światowej i zaraz po jej zakończeniu
Podczas II wojny światowej, teoria sterowania odgrywała istotną rolę w systemach sterowania ogniem artyleryjskim, systemach nawigacji i w urządzeniach elektronicznych.
Rozwój teorii i praktyki sterowania automatycznego nabrał dużego impetu w okresie II wojny światowej gdy projektowanie i konstruowanie automatycznych pilotów do samolotów, systemów pozycjonowania dział, systemów sterowania antenami radarów i innych systemów wojskowych opartych na sprzężeniu zwrotnym stało się koniecznością. Dalszy rozwój dostępnych technik sterowania stał się niezbędny z uwagi na złożoność i oczekiwania co do możliwości takich systemów wojskowych. Wzmogło to zainteresowanie systemami sterowania i zaowocowało nowymi pomysłami i metodami.

#### Teoria serwomechanizmów

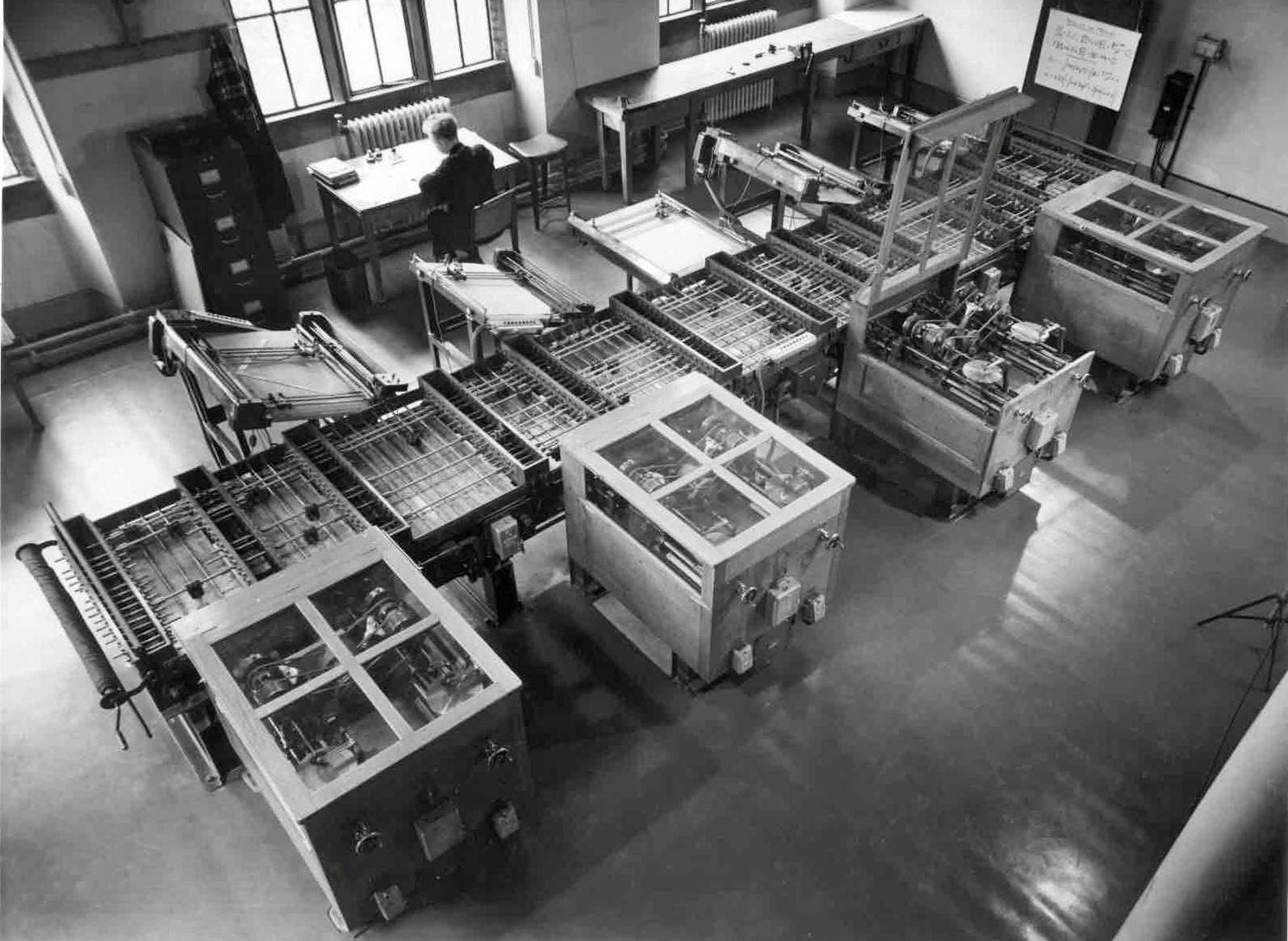
Analizator różniczkowy na University of Cambridge w 1938 roku

O ile prace inżynierów telekomunikacji stały się jednym ze zwiastunów klasycznej teorii sterowania, to równie prekursorski charakter miało opracowanie wysokiej klasy serwomechanizmów w latach 30. XX wieku. Potrzeba takich serwomechanizmów powodowana była wzrastającą liczbą zastosowań symulatorów analogowych – na przykład analizatorów sieci w energetyce i analizatorów różniczkowych do rozwiązywania różnorodnych problemów.
Pod koniec lat 20. XX wieku Vannevar Bush z MIT (Massachusetts Institute of Technology) realizował prace badawcze nad technicznymi środkami do rozwiązywania równań różniczkowych, które doprowadziły do skonstruowania tzw. analizatora różniczkowego. Zarówno to, jak i wiele innych ówczesnych urządzeń obliczeniowych, wymagało zastosowania serwomechanizmów. Dlatego też, zachęcony przez Busha, jego uczeń Harold Locke Hazen (1901-1980) pracował intensywnie w latach 1932–1933 nad teorią i praktyką serwomechanizmów. Jego badania koncentrowały się głównie nad różnicą pomiędzy ujemnym i dodatnim sprzężeniem zwrotnym i wykonywane były niezależnie od analogicznych badań, które prowadził też w tym czasie Harold Stephen Black.
Przed końcem lat 30. w użyciu było sześć analizatorów różniczkowych w różnych lokalizacjach w Stanach Zjednoczonych i w Wielkiej Brytanii. Głównym centrum był MIT, gdzie zarówno Vannevar Bush, Norbert Wiener, jak i Harold Hazen przyczynili się do ich projektu.
W 1934 roku Hazen podsumował swoje dokonania z poprzednich lat w publikacji Theory of Servomechanisms. Określając charakterystyki (odpowiedzi) serwomechanizmów zastosował krzywe znormalizowane i parametry takie jak stała czasowa i współczynnik tłumienia, ale nie przedstawił żadnej analizy stabilności – chociaż zdaje się, że był świadomy prac Nyquista, to nie wydaje się, by (podobnie jak niemal wszyscy mu współcześni badacze) zdawał sobie sprawę z bliskiego związku jaki łączył serwomechanizm ujmujący sprzężenie zwrotne i wzmacniacz zawierającym takie sprzężenie.

#### Prace nad rozwojem broni i metodami nakierowywania dział artyleryjskich
Głównym problemem, jaki pojawił się podczas II wojny światowej, było dokładne celowanie z dział, będących w ruchu, statków i samolotów. Publikacja pracy Teoria serwomechanizmów (Theory of Servomechanisms) przez wspomnianego wyżej Harold Locke Hazena (1901-1980) w 1934 roku zainicjowała wykorzystanie matematycznej teorii sterowania do takich problemów. To właśnie powyższym artykułem Házen rozpropagował termin serwomechanizm, który domyślnie implikuje w systemach zależność typu master/slave.
Z końcem lat 30. XX wieku tak zwany problem sterowania ogniem stał się jednym z ważniejszych tematów badań dla wojska. Choć problem nie był nowy, rosnąca waga działań wojskowych prowadzonych w powietrzu oznaczała, że sterowanie bronią przeciwlotniczą nabiera nowego znaczenia. Przy ręcznym sterowaniu: wykrywano samolot z wykorzystaniem radaru, mierzono zasięg (na przykład dalmierzem), przewidywano pozycję samolotu w momencie dotarcia pocisku, wcelowywano działo i oddawano wystrzał. W typowym systemie potrzebowano do 14 operatorów. W tym kontekście oczywista staje się potrzeba zautomatyzowania procesu i aby to osiągnąć potrzebne były szczegółowe badania nad takimi zagadnieniami jak dynamika serwomechanizmów napędzających celownik działa, projekt regulatora i statystyka śledzenia toru lotu samolotu, który być może podjął działanie wymijające.

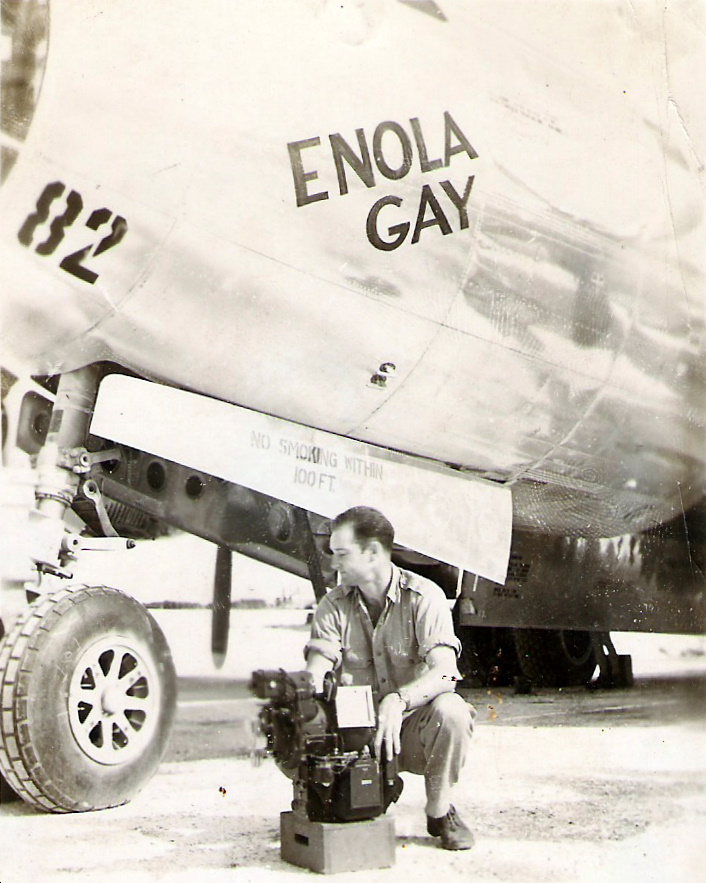
Thomas Ferebee – bombardier Enola Gay z celownikiem bombowym Norden na wyspie Tinian przed zrzuceniem bomby Little Boy w 1945 roku

Projekty systemów sterowania ogniem rozwinięte w czasie II wojny światowej wykorzystywały bardzo często selsyny w celu przekazywania informacji o kącie z dział i namiarów do analogowych komputerów sterujących ogniem i do przesyłania żądanej pozycji działa z powrotem do lokalizacji działa (zob. też przelicznik artyleryjski). Pierwsze systemy po prostu przesuwały wskazówkę na tarczy, ale wraz z wynalezieniem amplidyny i napędzanych silnikiem selsyn, hydraulicznych o dużej mocy systemy sterowania ogniem mogły bezpośrednio kontrolować pozycję ciężkich dział.
Celownik bombowy Norden (ang. The Norden bombsight) opracowany podczas II wojny światowej, który był w istocie zmyślnym optyczno-mechanicznym komputerem analogowym, wykorzystywał regeneratory selsynowe do przekazywania do celownika bombowego informacji o wysokości i prędkości samolotu oraz o zakłóceniach powodowanych przez wiatr, zapewniając w ten sposób dokładny zrzut bomb.
Przed rokiem 1940, w większości przypadków, projektowanie systemów sterowania było swoistą sztuką opartą na metodzie prób i błędów. W latach 40. zwiększyła się ilość i użyteczność dostępnych metod matematycznych i analitycznych a automatyka stała się odrębną dyscypliną inżynierii.
Na początku lat 40. XX wieku Harris wprowadził pojęcie transmitancji widmowej, a następnie Brown – pojęcie transmitancji operatorowej. W 1942 roku John G. Ziegler i Nathaniel B. Nichols opracowali zasady doboru nastaw regulatorów pneumatycznych, stosowanych na amerykańskich okrętach podwodnych (tzw. metoda Zieglera-Nicholsa). Konieczność zachowania tajemnicy spowodowała, że efekty tych i innych prac ujrzały światło dzienne dopiero po zakończeniu II wojny światowej.
W 1945 roku A.J. Young opisał sześć elektronicznych regulatorów PID różnych firm (Evershed & Vignolles – Wielka Brytania; Hartman & Braun oraz Schoppe & Faeser – Niemcy; Leeds & Northrup Manning, Maxwell &Moore, The Swartwout Company – USA).
Wiele prac badawczych rozpoczętych w latach II wojny światowej zostało opublikowanych dopiero po jej zakończeniu. I tak: Nathaniel B. Nichols w roku 1947 wykorzystał wykresy, nazwane później jego imieniem, do projektowania serwomechanizmów; w 1948 r. Walter Richard Evans zaprezentował technikę projektowania układów regulacji automatycznej w oparciu o rozkład zer i biegunów transmitancji, a w roku 1949 Norbert Wiener sformułował filtr statystycznie optymalny dla ciągłych układów stacjonarnych.

#### Laboratorium Radiacji na Massachusetts Institute of Technology
W 1940 roku na MIT powstało Laboratorium Radiacji (ang. Radiation Laboratory) w celu prowadzenia badań, nad sterowaniem i przetwarzaniem informacji, związanych z, wówczas niedawno wynalezionym, radarem. Większość prac z zakresu teorii sterowania jakie powstały w latach 40. opracowano w tym ośrodku. Albert C. Hall pracując nad wspólnym projektem MIT i Sperry Corporation zauważył, że ignorowanie subtelnych efektów szumu przy projektowaniu układów regulacji prowadzi do niepożądanych skutków. Spostrzegł, że metody z dziedziny częstotliwości opracowane w Laboratorium Bella mogą być wykorzystane do tego by zaradzić skutkom szumu i zastosował to podejście przy projektowaniu systemu sterowania dla radaru lotniczego. Zastosowanie to okazało się wielkim sukcesem i pokazało jak ważną rolę przy projektowaniu systemów sterowania odgrywają metody z dziedziny częstotliwości (1946).
Podejście do projektowania układów sterowania oparte na transmitacji operatorowej, diagramach blokowych i metodach z dziedziny częstotliwości przyjęte w pracach Laboratorium Radiacji przyniosło duże sukcesy.
W 1947 roku Nathaniel B. Nichols wprowadził, do projektowania układów ze sprzężeniem zwrotnym, swoje wykresy Nicholsa. Prace wykonane w MIT ugruntowały teorię serwomechanizmów liniowych. Podsumowanie prac wykonanych w Laboratorium Radiacji przedstawiono w pracy z 1947 roku Theory of Servomechanisms (autorzy: James, Nichols, Phillips).
Walter Richard Evans, pracując dla North American Aviation, w 1948 roku przedstawił swoją metodę opartą na analizie pierwiastków układu (ang. root-locus method), która pozwalała dla pętli sprzężenia zwrotnego na bezpośrednie określenie położenia biegunów na płaszczyźnie s. W następstwie, w latach 50., większość prac projektowych związanych ze sterowaniem, wykonywano kierując uwagę na płaszczyznę s, starając się dla pętli sprzężenia zwrotnego osiągnąć pożądane charakterystyki skokowe (odpowiedni czas narastania, procent przeregulowania itd.).

#### Analiza stochastyczna
Także w tym okresie, do teorii sterowania i komunikacji wprowadzono metody stochastyczne. Badania systemów stochastycznych
podjęto w związku z pracami nad sterowaniem ogniem artyleryjskim. Norbert Wiener z MIT chciał mieć swój wkład w działania wojenne i zaproponował, że zajmie się problemem przewidywania przyszłej pozycji samolotu. Propozycja ta opierała się na uogólnionej analizie harmonicznej – pracy jaką wykonał w latach 20. (publikacja z 1931 roku). Nad implementacją swojego systemu predykcji pracował z Johnem Bigelowem. Pracując z metodami dziedziny częstotliwości, opracował statystycznie optymalny filtr dla ciągłych sygnałów stacjonarnych (tzw. Filtr Wienera), który polepszał stosunek sygnału do szumu w systemach komunikacji. Efektem tych prac było opracowanie elektronicznego systemu do predykcji. Ostatecznie Wiener był zawiedziony, gdyż system przyniósł jedynie marginalne polepszenie (mniej niż 10 procent) w stosunku do systemu opracowanego przez Laboratoria Bella. Po wykonaniu swych prac Wiener przygotował raport Ekstrapolacja, interpolacja i wygładzanie stacjonarnych ciągów czasowych w zastosowaniach inżynieryjnych (The Extrapolation, Interpolation and Smoothing of Stationary Time Series with Engineering Appllications, OSRD Report 370, 1 lutego 1942) znany też jako żółte niebezpieczeństwo (ang. yellow peril) z uwagi na jego żółte okładki i niebywale trudną matematykę. Praca Wienera została ostatecznie opublikowana w ogólnodostępnej literaturze w 1949 roku.
Niezależnie od tych prac w 1941 Andriej Nikołajewicz Kołmogorow zaprezentował teorię dla dyskretnych stacjonarnych procesów stochastycznych (odpowiednik pomysłu Wienera dla sygnałów dyskretnych). Dlatego powstała teoria filtracji optymalnej nazywana jest zwykle teorią Wienera-Kołmogorowa a wyżej wspomniany filtr nazywany jest filtrem Wienera-Kołmogorowa. Wiener i Kołmogorow byli więc prekursorami stochastycznego ujęcia filtracji – w swych najwcześniejszych pracach zdefiniowali pojęcie procesu (sygnału) losowego (stochastycznego) charakteryzującego się pewnymi własnościami statystycznymi. Proces losowy o tych właściwościach nazywa się stacjonarnym i dla takiego procesu Wiener i Kołmogorow wykazali istnienie związków między właściwościami statystycznymi sygnału użytecznego i szumu a ich charakterystykami częstotliwościowymi. Wykazali więc związek z klasyczną teorią filtracji.
W 1947 roku Norbert Wiener z MIT poszukiwał nazwy dla nowo powstającej dyscypliny, która traktowała o teorii automatów – dotyczyła sterowania i komunikacji zarówno w odniesieniu do ludzi, jak i maszyn. Warto przy tym zwrócić uwagę, że greckie słowo odpowiadające angielskiemu określeniu governor (tak oryginalnie nazywano po angielsku odśrodkowy regulator obrotów), brzmi kußernan. Przy okazji zapoznawania się z działaniem odśrodkowego regulatora obrotów Jamesa Watta Wiener sprawdził także etymologię słowa kußernan i napotkał greckie słowo kußernt (co znaczy „kierujący”). Ostatecznie dla nowo powstającej dziedziny zaproponował nazwę cybernetics, czyli po polsku cybernetyka.

### Okres klasyczny w teorii sterowania
Do tego okresu teoria sterowania wykorzystująca metody częstotliwościowe osiągnęła dojrzałość ustanawiając się jako swoisty paradygmat (w rozumieniu Thomas Kuhna). Z jednej strony, ugruntowała się matematyczna teoria serwomechanizmów, a z drugiej strony opracowano metody projektowania inżynierskiego. Okres po drugiej wojnie światowej można by nazwać klasycznym okresem w teorii sterowania. Charakteryzował się on pojawieniem się pierwszych podręczników (MacColl 1945; Lauer, Lesnick, and Matdon 1947; Brown & Campbell 1948; Chestnut and Mayer 1951; Truxall 1955) oraz nieskomplikowanymi, intuicyjnymi narzędziami do projektowania, które gwarantowały rozwiązanie problemów. Narzędzia te stosowano prowadząc ręczne obliczenia w połączeniu z metodami graficznymi.

## Początki technik cyfrowych, wyścig kosmiczny i powrót do dziedziny czasu

### Rozwój regulatorów przemysłowych
Rozwój reaktorów nuklearnych w latach 50. XX wieku stanowił główną motywację do poszukiwania nowych rozwiązań do sterowania procesami przemysłowymi, zarówno jeśli chodzi o oprzyrządowanie, jak i teorię. Prace te sięgają korzeniami lat 40. XX wieku gdy implementowano sterowanie dla zakładów chemicznych.
Stymulatorem zastosowań regulatorów i techniki elektronicznej w automatyce przemysłowej była też dewiza wygłaszana przez menedżerów przemysłowych, która brzmiała: wiedzieć na biurku to, co dzieje się w obiekcie. Było to całkiem uzasadnione pragnienie bo na przykład w roku 1950 w brytyjskiej rafinerii The Bristol Company było zainstalowanych 500 regulatorów, 1500 wskaźników i 800 rejestratorów, a w centralnej sterowni zamontowane przyrządy wskazujące zajmowały powierzchnię około 3,05 na 6,06 metrów kwadratowych. Były to przyrządy pneumatyczne. Elektronika dawała szansę przeniesienia informacji z obiektu lub procesu na biurko, łatwy wybór informacji krytycznej (np. zmiennych przekraczających wartości alarmowe) czy łatwe dołączanie nowych urządzeń.
W roku 1950 firma Foxboro (obecnie wchodząca w skład korporacji Invensys) wyprodukowała nowy regulator pneumatyczny o nazwie Model 58 Consotrol wykorzystujący równowagę sił. Nie był to pierwszy regulator pneumatyczny pracujący na tej zasadzie – firma Leeds & Northrup Company produkowała taki regulator (Micromax) od 1944 roku. Istotne jednak było to, że regulator taki został wyprodukowany przez wiodącego producenta regulatorów – firmę Foxboro. W tym samym okresie w firmie Taylor Instrument Company został wyprodukowany regulator trójpołożeniowy (ang. Transet Tri-act Controller), którego zasadę działania opisał w 1950 roku Ralph E. Clarridge. Regulator ten posiadał dwa wzmacniacze typu dysza-przysłona: pierwszy wzmacniacz dawał stałe wzmocnienie (o ustawianej wartości); sygnał wyjściowy tego wzmacniacza był podawany następnie na drugi wzmacniacz o zmiennym współczynniku wzmocnienia i zawierającym całkowanie. Taka konstrukcja okazała się dobra zarówno przy zmianach wartości zadanej, jak i zakłóceń. W tym czasie w konstrukcji regulatorów pneumatycznych pojawił się anti-wind-up (ograniczenie całkowania w stanie nasycenia).
Na potrzebę rozwoju badań nad przemysłowymi regulatorami elektrycznymi i elektronicznymi wskazał w roku 1956 brytyjski Departament Nauki i Badań Przemysłowych. Celowość takich badań była uzasadniona pozytywnymi rezultatami zastosowań regulatorów elektrycznych w telefonii w latach 30. XX wieku oraz w sterowaniu pociskami i radarami w okresie II wojny światowej. Niebagatelny wpływ na podjęcie takich badań wywarła zmiana podejścia do zjawisk zachodzących w sterowanym obiekcie. Zauważono bowiem, że zmiany napięcia, prądu, ciśnienia, przesunięcia, siły itp. są sygnałami, które można wzajemnie konwertować, a sygnały elektryczne umożliwiają głębsze wniknięcie w naturę procesów dynamicznych.

### Rozwój komputerów cyfrowych

#### Początki techniki tranzystorowej, mikroprocesorowej i sterowania cyfrowego

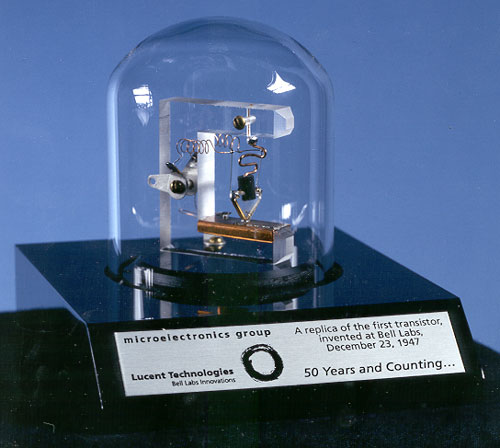
Replika pierwszego tranzystora wynalezionego w Laboratoriach Bella w 1947 roku

Około 1830 roku Charles Babbage sformułował zasady nowoczesnych komputerów (ujmując m.in. pamięć, program sterujący i możliwości tworzenia rozgałęzień). W roku 1948 John von Neumann kierował w IAS pracami konstrukcyjnymi nad komputerem cyfrowym z programem zapisanym w pamięci (modelem projektowym dla tego komputera jest tzw. Architektura von Neumanna). Firma IBM w styczniu 1948 roku skonstruowała elektromechaniczny komputer Selective Sequence Electronic Calculator (SSEC). W 1950 roku firma Sperry Rand opracowała pierwszą komercyjną maszynę do przetwarzania danych UNIVAC I. Niedługo potem (1952) wprowadzając na rynek komputer IBM 701.
W roku 1957 G.P.L. Wiliams z firmy George Kent Company zakomunikował o realizacji dodatkowych funkcji w elektronicznych regulatorach PID, takich jak: dodawanie, mnożenie, podnoszenie do kwadratu. Były to początki rozwoju techniki tranzystorowej i dlatego firmy podchodziły do niej początkowo bardzo nieufnie. W roku 1959 firma Foxboro wyprodukowała w pełni tranzystorowy, przemysłowy regulator PID.

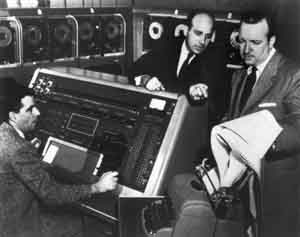
Pracownicy firmy Remington Rand, Harold E. Sweeney (po lewej) i John Presper Eckert (pośrodku) demonstrują, w 1952 roku, reporterowi CBS Walterowi Cronkite’owi (po prawej) komputer UNIVAC w biurze United States Census Bureau

Lata 1955–1959 stanowią początek wdrażania techniki i regulatorów cyfrowych do sterowania procesami przemysłowymi – w roku 1956 czasopismo „Instruments” wprowadziło na swoich łamach stałą rubrykę Digital Automation, a w roku 1959 czasopismo „Instruments & Control” opisało 67 cyfrowych systemów zbierania danych.
W roku 1960 nastąpił znaczny postęp – wprowadzono komputery II generacji wykorzystujące technologię ciała stałego.
Natomiast w roku 1962 w firmie chemicznej Imperial Chemical Industries zastosowano bezpośrednie sterowanie cyfrowe (ang. DCC, czyli Direct Digital Control) za pomocą komputera Ferranti Argus 200, który odczytywał dane z 224 czujników i sterował 129 zaworami.
Do 1965 roku Digital Equipment Corporation konstruował komputer PDP-8 i powstała nowa gałąź przemysłu związana z mikrokomputerami (przemysłowymi). Ostatecznie w 1969 roku Marcian Hoff wynalazł mikroprocesor co zapoczątkowało rozwój teorii sterowania cyfrowego.

#### Sterowanie cyfrowe i teoria filtracji
Prawa sterowania optymalnego i filtracja charakteryzują się zmiennością w czasie, dlatego komputery cyfrowe potrzebne są przy implementacji układów sterowania i filtracji w rzeczywistych systemach.
Prace Claude’a Elwooda Shannona z 1950 roku wykonane w Laboratoriach Bella ukazały znaczenie metod próbkowania sygnałów w przetwarzaniu sygnałów. Zastosowania teorii filtracji cyfrowej badano w Analytic Sciences Corporation (Gelb 1974) i w innych ośrodkach.
W latach 50. XX wieku powstała teoria systemów z sygnałami próbkowanymi (ang. sampled data system) w których obiekt z sygnałami ciągłymi regulowany jest za pomocą urządzenia cyfrowego. Teorię tę na Columbia University rozwijali m.in. John Ralph Ragazzini (który wprowadził sterowanie cyfrowe i transformatę Z), Gene F. Franklin, Lotfi Asker Zadeh (Ragazzini & Zadeh 1952, Ragazzini and Franklin 1958) oraz Eliahu Ibraham Jury (1960) i Benjamin C. Kuo (1963). To właśnie w tym okresie pojawiła się idea wykorzystania komputerów cyfrowych do sterowania procesami przemysłowymi. Poważniejsze prace w tym kierunku rozpoczęły się w 1956 roku przy projekcie, w którym współpracowały firmy TRW i Texaco. Efektem tych prac był komputerowy system sterowania zainstalowany w 1959 roku w rafinerii ropy naftowej w Port Arthur.
Wraz z pojawieniem się mikroprocesora w 1969 roku rozwinęła się nowa dziedzina. Układy regulacji implementowane na komputerach cyfrowych muszą być formułowane w dziedzinie czasu dyskretnego. Stąd, co całkiem naturalne, nastąpił znaczny przyrost teorii w obszarze sterowania cyfrowego w tym okresie.
Do roku 1970 wraz z pracami Karla Johana Åströma (1970) i innych teoretyków ugruntowało się stosowanie sterowania cyfrowego w kontroli procesów przemysłowych.

### Zwrot ku teorii
We wczesnych latach 60. XX wieku inżynierowie zajmujący się układami sterowania zauważyli znaczne przesunięcie jaki nastąpiło na tym polu. Praktycznie zorientowana dyscyplina przesunęła się ku abstrakcji, uwaga zwróciła się ku teorii. Przykładowo czasopismo IRE Transactions on Automatic Control w swych pierwszych latach ukazywania się w latach 1956–1961 publikowała artykuły, które w 57% sklasyfikowano jako bardzo teoretyczne. W latach 1959–1961 tak sklasyfikowanych artykułów było już na łamach czasopisma 80%.

### Epoka lotów kosmicznych, komputerów i nowoczesna teoria sterowania
Przed II wojną światową, rozwój teorii i praktyk projektowania układów sterowania w Stanach Zjednoczonych i Europie zachodniej przebiegał inaczej niż w Rosji, Związku Radzieckim i Europie wschodniej. Wykorzystanie sprzężenia zwrotnego nabrało dużego rozmachu w Stanach Zjednoczonych z uwagi na rozwój telefonii i elektronicznych wzmacniaczy ze sprzężeniem zwrotnym. Dziedzina częstotliwości była wykorzystywana przede wszystkim do opisu działania wzmacniaczy ze sprzężeniem zwrotnym w zakresie szerokości pasma i innych zmiennych częstotliwościowych. Natomiast teoria sterowania w byłym Związku Radzieckim była inspirowana i zdominowana przez wybitnych matematyków i uczonych zajmujący się mechaniką stosowaną. Z tego względu teoria rosyjska skłaniała się do wykorzystywania sformułowań określonych dla dziedziny czasu, podanych z użyciem równań różniczkowych.
Wraz z nadejściem epoki lotów kosmicznych, projektanci systemów sterowania w Stanach Zjednoczonych odeszli od metod częstotliwościowych typowych dla klasycznej teorii sterowania i powrócili do metod z końca XIX wieku opartych na równaniach różniczkowych i dziedzinie czasu. Zwrot ten spowodowany był okolicznościami, o których mowa poniżej.

#### Projektowanie układów nieliniowych w dziedzinie czasu
Paradygmat klasycznej teorii sterowania bardzo pasował do problemów projektowania układów regulacji w czasie II wojny światowej (i bezpośrednio po jej zakończeniu). Podejście oparte na metodach dziedziny częstotliwości było odpowiednie przy projektowaniu stacjonarnych układów liniowych. Szczególnie wówczas, gdy zajmowano się układami o pojedynczym wejściu i wyjściu, jako że metody graficzne były niedogodne przy zastosowaniu do układów o wielu wejściach i wyjściach.
Klasyczne metody projektowania stosowano co prawda czasami z powodzeniem do układów nieliniowych. Korzystając z własności odrzucania szumu w metodach częstotliwościowych, można tak zaprojektować układ regulacji, że staje się on odporny na zmiany różnych parametrów układu oraz błędy pomiarów i zewnętrznych zakłóceń. Klasyczne metody można więc stosować przy pracy ze zlinearyzowanymi modelami układów nieliniowych, osiągając dobre wyniki w punktach równowagi, wokół których zachowanie systemu jest w pewnym przybliżeniu liniowe.
Techniki częstotliwościowe mogą być również używane dla układów z typowymi nieliniowościami, gdy zastosuje się podejście oparte na funkcji opisującej, które wykorzystuje kryterium Nyquista. Technika ta była po raz pierwszy użyta przed II wojną światową przez polskiego naukowca Janusza Groszkowskiego przy projektowaniu nadajnika radiowego. Po wojnie, w 1964 roku metodę sformalizował Jacek Kudrewicz.
Niestety projektowanie nieliniowych układów regulacji zaawansowanych – takich jakie występują na przykład w zastosowaniach lotniczych – z wykorzystaniem założenia o liniowości oraz przy traktowaniu jednowymiarowych wejść i wyjść transmitancji z osobna i po kolei, nie jest możliwe.
W Związku Radzieckim wykonano sporo prac z zakresu nieliniowych układów regulacji. Idąc drogą, którą utorował Aleksandr Michajłowicz Lapunow, uwaga radzieckich uczonych skupiła się na metodach z dziedziny czasu. W 1948 roku Iwaszczenko badał zasadę sterowania przekaźnikowego, w którym sygnał sterujący przełączany jest w sposób nieciągły pomiędzy dyskretnymi wartościami. W 1955 roku Jakow Załmanowicz Cypkin projektował nieliniowe układy regulacji na płaszczyźnie fazowej. W 1961 roku Vasile-Mihai Popov podał kryterium okręgu (ang. circle criterion) stosowane w analizie układów nieliniowych.

#### Rok 1957 – Sputnik

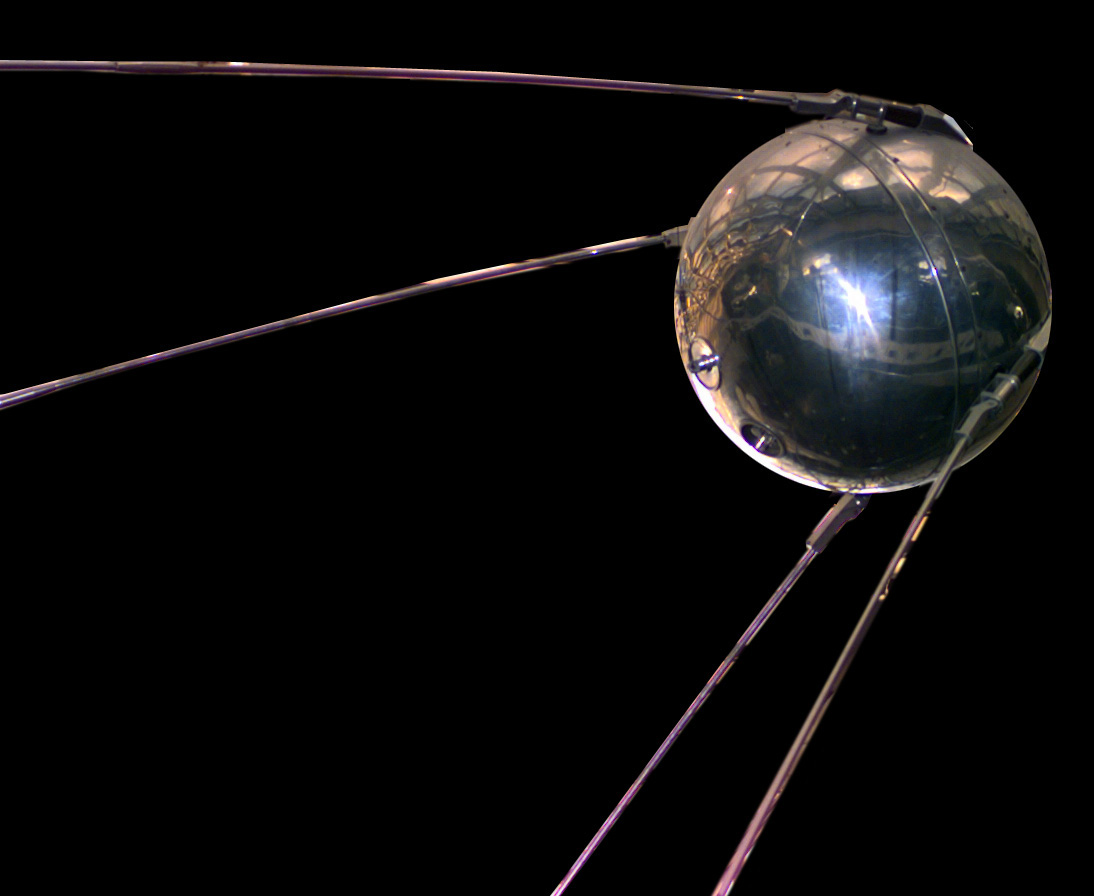
Rozwój teorii sterowania w Rosji i Związku Radzieckim od początku szedł innym torem niż na Zachodzie. Podczas gdy Amerykanie zajęli się metodami częstotliwościowymi, w Kraju Rad pracowano nadal z równaniami dziedziny czasu. Przyczyniło się to do tego, że to Rosjanie pierwsi wystrzelili sztucznego satelitę w kosmos w 1957 roku.

Jeśli weźmie się pod uwagę, jakimi torami przebiegał rozwój teorii sterowania w Związku Radzieckim, to całkiem naturalnym zdaje się fakt, że pierwszym w historii sztucznym satelitą stał się radziecki Sputnik (wystrzelony w 1957 roku). W kontekście tym warto też nadmienić, że pierwsza konferencja nowo utworzonej, międzynarodowej instytucji, zajmującej się sterowaniem automatycznym (IFAC, czyli International Federation of Automatic Control), odbyła się w 1960 roku w Moskwie.
Wystrzelenie Sputnika sprowokowało olbrzymią aktywność w amerykańskim środowisku osób związanych z projektowaniem systemów sterowania. Gdy upada jakiś paradygmat, niezbędnym staje się powrót do historycznych i naturalnie pierwotnych zasad. Stało się wówczas jasne, że potrzebny jest powrót do metod dziedziny czasu, jakie powstały jeszcze w „prymitywnym” okresie rozwoju teorii sterowania. Do metod opartych na równaniach różniczkowych, do prac Josepha Louis Lagrange’a i Williama Rowana Hamiltona, dzięki którym wiele układów dynamicznych można było opisać bezpośrednio za pomocą nieliniowych równań ruchu. W tych okolicznościach potrzebna była teoria sterowania, która mogłaby zająć się takimi nieliniowymi równaniami różniczkowymi. Znamienne, że prawie dokładnie w roku 1960, zasadnicze opracowania pojawiły się niezależnie na kilku frontach, w teorii komunikacji, jak i w teorii sterowania.

#### Nawigacja
W 1960 roku Charles Stark Draper wynalazł system nawigacji bezwładnościowej, korzystający z żyroskopów, który dostarczał dokładnych informacji o pozycji obiektu (statku wodnego, powietrznego, kosmicznego) poruszającego się w przestrzeni. Opracowano więc czujniki odpowiednie dla projektów nawigacji i sterowania.

#### Optymalność w systemach naturalnych
Johann Bernoulli jako pierwszy w 1696 roku wspomina o zasadzie optymalności w związku z problemem brachistochrony. Problem ten został rozwiązany przez braci Bernoulli i Isaaca Newtona – stało się tym samym jasne, że poszukiwanie optymalności stanowi fundamentalną zasadę ruchu w systemach naturalnych. Badano różne zasady optymalności, w tym zasadę minimum czasu w optyce Pierre de Fermata, prace Leonharda Eulera z 1744 roku i wynik prac Williama Rowana Hamiltona, zgodnie z którym system porusza się w taki sposób, by zminimalizować całkę po czasie różnic pomiędzy energią kinetyczną i potencjalną.
Wszystkie powyższe zasady to zasady minimum. Co ciekawe, na początku XX wieku Albert Einstein wykazał, w odniesieniu do czterowymiarowego systemu współrzędnych, że ruch systemów zachodzi w taki sposób, by zminimalizować czas.

#### Sterowanie optymalne i teoria estymacji
Jako że układy występujące w naturze przejawiają optymalność w swoim ruchu, całkiem sensowna staje się idea, by zaprojektować system (będący dziełem człowieka), który zachowywał by się w sposób optymalny. Zasadnicza zaleta takiej idei leży w tym, że projekt takiego systemu może być opracowany w dziedzinie czasu. W kontekście nowoczesnej teorii sterowania, zwykło się minimalizować czas stanu przejściowego; kwadratową, uogólnioną funkcję energii albo indeks wykonania (ewentualnie z jakimiś ograniczeniami nałożonymi na dozwolone sygnały układu sterowania).
Od lat 40. XX wieku, pomiędzy rokiem 1948 i 1952, Richard Ernest Bellman rozwijał teorię programowania dynamicznego. Pracując na wydziale matematyki korporacji RAND, badał problem określania alokacji pocisków do celów tak aby spowodować możliwie największe szkody. Praca ta doprowadziła go do sformułowania zasady optymalności i programowania dynamicznego. Dobór nazwy, według relacji opublikowanej w 1984 roku, podyktowany był względami politycznymi. Badania były finansowo wspierane przez Wojska lotnicze, ale ówczesny sekretarz obrony miał awersję do badań z obszaru matematyki. Dynamiczny to słowo z pozytywnymi skojarzeniami, a programowanie wydawało się bardziej do zaakceptowania niż planowanie. W 1957 roku Richard Bellman zastosował programowanie dynamiczne do sterowania optymalnego układami dyskretnymi, co ukazało jednocześnie, naturalny zwrot w podejściu do rozwiązywania problemów sterowania, który ma charakter historycznie wsteczny. Opracowana przez Bellmana procedura sprowadzała się do ogólnie nieliniowych schematów z zamkniętą pętlą sprzężenia zwrotnego.
W 1958 roku Lew Siemjonowicz Pontriagin opracował swoją zasadę maksimum, która rozwiązuje problem sterowania optymalnego w oparciu o rachunek wariacyjny rozwinięty przez Leonharda Eulera. Rozwiązał problem minimum czasu, wyprowadzając prawo sterowania przekaźnikowego on-off jako sterowanie optymalne (Pontryagin, Boltyansky, Gamkrelidze i Mishchenko 1962). W latach 50. XX wieku w Stanach Zjednoczonych (na Uniwersytecie w Chicago i innych ośrodkach) rachunek wariacyjny stosowano do rozwiązywania ogólnych problemów sterowania optymalnego. Pontriagin wprowadził także koncepcję zasady bang-bang (ang. bang-bang control), która opisuje sytuacje kiedy powinno się sterować systemem podając sterowanie maksymalne lub w ogóle żadne.
W początkach lat 60. amerykański instytut inżynierów radiowców (Institute of Radio Engineers IRE) połączył się (w dużej mierze dzięki zabiegom Patricka Eugene’a Haggerty z firmy Texas Instruments) z amerykańskim stowarzyszeniem inżynierów elektryków (American Institute of Electrical Engineers AIEE) tworząc nową niekomercyjną profesjonalną organizację Institute of Electrical and Electronics Engineers.
Założenie, dotyczące stacjonarności podstawowego sygnału użytecznego i szumu, było założeniem zasadniczym w teorii Wienera i Kołmogorowa. Dopiero na przełomie lat 1950 i 1960 rozwinięto nową teorię, która nie wymagała spełnienia założenia o stacjonarności. Opracowanie tej teorii było niejako wymuszone faktem, że często w praktyce miano do czynienia sygnałami niestacjonarnymi i nie można było tego w żaden sposób ignorować. Teoria ta wkrótce przybrała nazwę teorii filtru Kalmana.
W 1960 roku Rudolf Kalman i jego współpracownicy pracujący w Stanach Zjednoczonych, opublikowali trzy najistotniejsze artykuły. Pierwszy z nich (Kalman i Bertram 1960) przedstawił szerszej publiczności fundamentalna pracę Lapunowa w kontekście sterowania układami nieliniowymi z wykorzystaniem metod dziedziny czasu. W kolejny artykule Kalman przedyskutował sterowanie optymalne, przedstawiając równania dla projektowania układów z wykorzystaniem regulatora liniowo-kwadratowego (ang. LQR, czyli Linear-quadratic regulator). W trzecim z artykułów Kalman opisał filtrację optymalną i teorię estymacji przedstawiając równania dyskretnego filtru Kalmana. Odpowiednik filtru Kalmana dla układów ciągłych opracowany został w 1961 roku (Kalman i Bucy 1961).
Początkowo, związek pomiędzy teorią Wienera i Kołmogorowa oraz Kalmana wydawał się wątpliwy, ponieważ wcześniejszą teorię opracowano w dziedzinie częstotliwości, a późniejszą – w dziedzinie czasu. Istnieje jednakże między nimi dość podstawowy związek, wynikający chociażby z faktu, że procesy stacjonarne są szczególnym przypadkiem niestacjonarnych. W chwili obecnej można łatwo wykazać, że teoria Wienera i Kołmogorowa jest szczególnym przypadkiem teorii Kalmana.
Obie teorie rozwinęły się, by sprostać potrzebom chwili, wynikającym z rozwoju techniki. Warto nadmienić, że możliwości realizacji obu rodzajów filtrów były dostosowane do istniejących warunków technologicznych. Filtry Wienera realizowano przy użyciu wzmacniaczy oraz elementów niezmiennych w czasie, takich jak np. oporniki i kondensatory; podczas gdy filtry Kalmana buduje się z zastosowaniem cyfrowych układów scalonych.
Przez okres roku pokonano główne ograniczenia klasycznej teorii sterowania, wprowadzono ważne nowe narzędzia teoretyczne. Rozpoczęła się nowa era w teorii sterowania nazywana erą sterowania nowoczesnego (ang. modern control).
Kluczowe idee prac Kalmana przedstawiają się następująco: Nowe podejście oparte na metodach dziedziny czasu umożliwia projektowanie zarówno niestacjonarnych systemów liniowych, jak i systemów nieliniowych. Wprowadzenie algebry liniowej i macierzy ułatwia pracę z systemami o wielu wejściach i wyjściach. Posłużenie się koncepcją wewnętrznego stanu systemu sprawia, że podejście ujmuje wewnętrzną dynamikę systemu, a nie tylko zmienność wartości wejściowych i wyjściowych.
W teorii sterowania Kalman sformalizował pojęcie optymalności przez minimalizację bardzo ogólnej kwadratowej uogólniającej funkcji energii. Na polu teorii estymacji wprowadził pojęcia stochastyczne, które zastosowane zostały do niestacjonarnych układów zmiennych w czasie, dostarczając w ten sposób rozwiązanie rekursywne, filtr Kalmana, dla metody najmniejszych kwadratów po raz pierwszy użytej przez Carla Friedricha Gaussa do estymacji orbit planet. Filtr Kalmana stanowi naturalne rozszerzenie filtru Wienera dla niestacjonarnych układów stochastycznych.
Natura algebraiczna teorii systemów po raz pierwszy zainteresowała Kalmana w 1953 roku, gdy zapoznał się z artykułem Ragazziniego opublikowanym rok wcześniej. Dotyczył on systemów ciągłych sterowanych cyfrowo (ang. sampled-data systems), dla których zmienna czasowa stanowi wartość dyskretną. Gdy Kalman uświadomił sobie, że problemy dla liniowych systemów dyskretnych mogą być rozwiązane z wykorzystaniem metod opartych na transformacjach tak jak w przypadku systemów czasu ciągłego pojawiła się u niego idea, że nie ma w istocie fundamentalnej różnicy pomiędzy liniowymi układami ciągłymi i dyskretnymi. Oba muszą być w pewnym sensie równoważne, nawet jeśli rozwiązanie liniowych równań różniczkowych nie może przejść do zera (i pozostać tam) w skończonym czasie a systemy czasu dyskretnego mogą. Dało to początek jego zainteresowaniom odnośnie do powiązania pomiędzy teorią systemów i algebrą.
W 1954 roku Kalman rozpoczął badanie zagadnienia sterowalności, które odnosi się do tego czy istnieje wejściowa funkcja sterująca do systemu dynamicznego, która mogłaby doprowadzić stan systemu do zera. Do pracy nad tym zagadnieniem zachęcił go (i pomagał mu w tym okresie) Robert W. Bass. Sprawą, która ostatecznie zainteresował Kalmana dotyczyła tego czy istnieje algebraiczny warunek sterowalności. Warunek ten ostatecznie znaleziono w postaci stopnia macierzy. Implikacją tego był związek pomiędzy algebrą i teorią systemów.
Z końcem listopada 1958 roku, niedługo przed przejściem do Research Institute for Advanced Study w Baltimore, Kalman wracał pociągiem do Baltimore po wizycie w Princeton. Około godziny 22.00 pociąg zatrzymał się na prawie godzinę tuż przed Baltimore. Było późno, był zmęczony i bolała go głowa. Gdy tak tkwił „uwięziony” na godzinę przez pociąg przyszedł mu do głowy pomysł: Dlaczego by nie zastosować koncepcji zmiennych stanu do problemu filtracji Wienera? Był już zbyt zmęczony by myśleć o tym dalej tego wieczoru, ale zapoczątkowało to jego dalsze prace w tym kierunku. Kalman zapoznał się z książką Michela Loève’a na temat teorii prawdopodobieństwa, miało kluczowe znaczenie dla wyprowadzenia równań filtru Kalmana. Z dodatkowym założeniem o skończonej wymiarowości, mógł wyprowadzić filtr Wienera co dało w efekcie to co nazywamy dziś filtrem Kalmana. Wraz z przejściem na postać zmiennych stanu, matematyczne podłoże potrzebne do wyprowadzenia stało się o wiele prostsze a dowody znalazły się w matematycznym zasięgu dla osób nie posiadających wykształcenia na wyższym poziomie.
Kalman zaprezentował swoje nowe wyniki podczas rozmów z kilkoma uczelniami i laboratoriami badawczymi zanim opublikowano je drukiem. Jego idee spotkały się jednak z pewnym sceptycyzmem kolegów co zmusiło Kalmana do wybrania, do publikacji, czasopisma naukowego z zakresu inżynierii mechanicznej (zamiast ewentualnego czasopisma z zakresu inżynierii elektrycznej) bo, jak wyraził się podczas sympozjum w Los Angeles 17 kwietnia 1991 roku, Gdy ktoś boi się stąpać po zapadłym gruncie obwarowanym partykularnymi interesami najlepiej jeśli przejdzie bokiem. Jego drugi artykuł, który przedstawiał przypadek dla czasu ciągłego, został raz odrzucony bo – jak wyraził się jeden z osądzających – jeden z kroków w dowodzie nie może prawdopodobnie być zgodny z prawdą (w istocie jednak był zgodny z prawdą). Kalman uparcie prezentował swój filtr, i w innych miejscach spotykał się z coraz większą, natychmiastową akceptacją. Niedługo potem jego idea stała się podstawą dla wielu tematów badawczych na wielu uczelniach i przedmiotem prac doktorskich z zakresu inżynierii elektrycznej jakie powstawały w następnych latach.
Kalman spotkał się z ciepłym przyjęciem audytorium podczas prezentacji jego filtru w 1960 w centrum badawczym NASA (Ames Research Center of NASA) w Mountain View w Kalifornii, gdzie przybył z wizytą do Stanley F. Schmidta. Kalman opisał swoje ostatnie wyniki i Schmidt docenił jego potencjalne możliwości zastosowania do problemów jakie badano w Ames – do estymacji trajektorii i problemów sterowania w projekcie Apollo (planowanej misji na księżyc). Schmidt od razu rozpoczął pracę nad tym co stało się prawdopodobnie pierwszą pełną implementacją filtru Kalmana. Wkrótce stał się pomysłodawcą filtru, który dziś znany jest pod nazwą rozszerzonego filtru Kalmana. Był on od tamtej pory zawsze używany do większości nieliniowych aplikacji filtru Kalmana dla czasu rzeczywistego. Pełen entuzjazmu po swoim sukcesie z filtrem Kalmana, zabrał się za nawracanie innych, którzy zajmowali się podobnymi pracami. W początkach 1961 roku, Schmidt opisał swoje wyniki Richardowi H. Battinowi z MIT Instrumentation Laboratory (później zmieniło ono nazwę na Charles Stark Draper Laboratory). Battin używał już metod zmiennych stanu do projektowania i implementacji astronautycznych systemów naprowadzania i dzięki niemu filtr Kalmana, odpowiednio zaprojektowany i opracowany w Instrumentation Laboratory, stał się jedną z części systemu naprowadzania jaki montowano na statkach kosmicznych w programie Apollo. W połowie lat 60., dzięki staraniom Schmidta filtr Kalmana stał się częścią systemu nawigacji dla transportu powietrznego C5A, zbudowanego w firmie Northrup i zaprojektowanego przez Lockheed Aircraft Company. Filtr Kalmana zastosowano do problemu fuzji danych związanego z łączeniem danych z radaru z danymi sensorów bezwładnościowych tak by uzyskać ogólną estymatę trajektorii samolotu i do problemu odrzucania danych związanych z detekcją błędów egzogennych w danych pomiarowych. Od tego czasu filtr Kalmana stał się integralną częścią prawie każdego projektu pokładowego systemu estymacji trajektorii i sterowania nią.
Wiele z tego, co osiągnięto od czasu wprowadzenia filtru Kalmana, nie byłoby możliwe bez niego. W szczególności była to jedna z technologii, która umożliwiła nadejście epoki lotów kosmicznych. Precyzyjna i wydajna nawigacja statków kosmicznych w systemie słonecznym nie mogłaby być realizowana bez filtru Kalmana. Zasadnicze wykorzystanie filtracji Kalmana ma miejsce w systemach sterowania, przy nawigacji wszelkiego rodzaju pojazdów i przy predykcyjnym projektowaniu estymacji i sterowaniu systemów. Takie techniczne działania stały się możliwe dzięki filtrowi Kalmana. Praktycznie, stanowi on niewątpliwie jedno z największych odkryć w historii teorii estymacji statystycznej i być może największe odkrycie XX wieku. Dzięki niemu ludzkość może wykonywać różne rzeczy, których bez niego nie mogłaby wykonać. Stał się on równie niezbędny jak krzem w wielu układach elektronicznych. Wśród natychmiastowych aplikacji wymienić można sterowanie złożonymi systemami dynamicznymi takimi jak ciągłe procesy produkcyjne, samoloty, statki wodne i kosmiczne.
Około 1960 roku Kalman pokazał, że związek koncepcji obserwowalności dla systemów dynamicznych ma algebraiczny dualny związek ze sterowalnością. To znaczy przez odpowiednią wymianę parametrów systemu, jeden problem może zostać przetransponowany na inny i odwrotnie. Richard S. Bucy także pracował w Research Institute for Advanced Study w Baltimore w tym samym czasie co Kalman, i to on zasugerował Kalmanowi, że równanie Wienera-Hopfa jest równoważne równaniu macierzowemu Riccatiego – jeśli założy się model zmiennych stanu o skończonej ilości wymiarów. To właśnie w tym czasie po raz pierwszy jasna stała się ogólna natura związku pomiędzy równaniami całkowymi a równaniami różniczkowymi. Kolejnym znaczącym osiągnięciem Kalmana i Bucy’ego w tym czasie polegało na udowodnieniu, że równanie Riccatiego może posiadać stabilne rozwiązanie (w stanie ustalonym) nawet gdy system jest niestabilny o ile jest on obserwowalny i sterowalny.
Kalman odegrał także wiodącą rolę przy rozwoju teorii realizacji, która także zaczęła nabierać swoich obecnych kształtów około 1962 roku. Teoria ta odnosi się do problemu znalezienia modelu systemu, który wyjaśniałby obserwowane zachowanie systemu na wejściu-wyjściu. Ten front badań doprowadził do zasady unikatowości dla mapowania dokładnych (to jest pozbawionych szumu) danych do modeli systemów liniowych.
Klasyczne metody dziedziny częstotliwości dostarczały formalnych narzędzi do projektowania układów sterowania, jednakże sama faza projektowania pozostawała w znacznym stopniu swoistą sztuką, dając w efekcie układy ze sprzężeniem zwrotnym o nieunikatowych rozwiązaniach. Kontrastuje z tym teoria Kalmana, która dostarcza rozwiązania optymalne. Rozwiązanie to określa układy sterowania o gwarantowanym zachowaniu. Sterowanie takie otrzymuje się bezpośrednio przez rozwiązanie formalnych równań macierzowych, które ogólnie mają unikatowe rozwiązania.
Z końcem lat 50. i na początku lat 60. wśród inżynierów automatyki popularność zdobywał opis modelowanych systemów za pomocą reprezentacji zmiennych stanu. Do opisu nieliniowych systemów zmiennych w czasie wprowadzono zwięzłą notację z użyciem wektorów i macierzy – w takim samym formacie jak dla systemów liniowych, niezmiennych w czasie (i o stałych parametrach). To nowoczesne wówczas podejście znalazło zastosowanie w analizach stabilności i przy projektowaniu systemów, które były optymalne według pewnej wcześniej określonej miary wykonania opartej na całce w dziedzinie czasu.
Termin automatyka (ang. automatic control) zastępował ograniczające i przestarzałe określenie teoria serwomechanizmów.

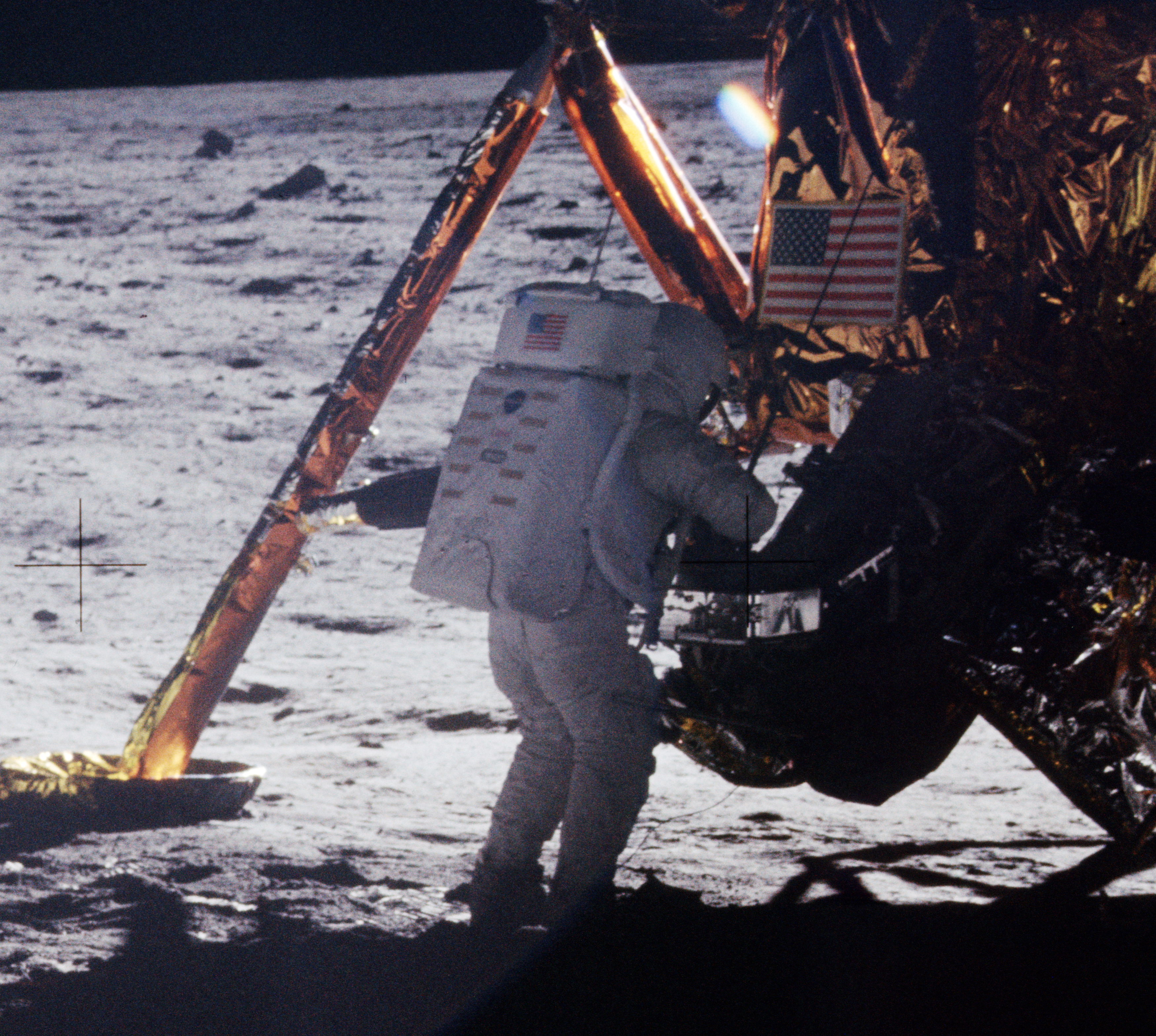
Od momentu zwrotu jaki dokonał się wśród amerykańskich teoretyków sterowania program kosmiczny tego kraju zaczął się dynamicznie rozwijać. Przykładowo filtr Kalmana pozwalał na uzyskiwanie potrzebnych danych nawigacyjnych podczas pierwszego lądowania na księżycu w 1969 roku.

Jednakże inżynierowie automatycy stanęli w obliczu przepaści jaka dzieliła teorie i zastosowania. Podczas gdy większość badaczy przeszła do metod opartych na nowoczesnej notacji zmiennych stanu, to zastosowania oparte na sprzężeniu zwrotnym były projektowane z użyciem klasycznych transmitancji. Na zmianę takiej sytuacji trzeba było jednak czekać do czasu aż rozwój elektroniki i technik cyfrowych, który nastąpił w kolejnych dekadach, umożliwił opracowywanie algorytmów i oprogramowania – a wraz z tym wzbudził zainteresowanie inżynierów by wiązać klasyczny opis transmitancyjny z metodami zmiennych stanu i wykorzystać możliwości komputerowych procedur obliczeniowych do zastosowań praktycznych.
Niemniej jednak wraz z publikacją pierwszych podręczników w latach 60. XX wieku nowoczesna teoria sterowania ugruntowała się w Stanach Zjednoczonych jako obowiązujący paradygmat metodyki projektowania układów automatycznego sterowania. W następstwie wykonano wiele prac badawczych i implementacji.
Także wyścig kosmiczny w dużej mierze uzależniony był od postępów w dziedzinie sterowania statkami kosmicznymi.
Nie jest dziełem przypadku, że od momentu zwrotu jaki dokonał się wśród amerykańskich teoretyków sterowania program kosmiczny tego kraju zaczął się dynamicznie rozwijać. Przykładowo filtr Kalmana pozwalał na uzyskiwanie potrzebnych danych nawigacyjnych podczas pierwszego lądowania na księżycu.
Teoria sterowania znalazła też zastosowanie na innych polach takich jak ekonomia.

#### Teoria sterowania układów nieliniowych
W latach 60. XX wieku w Stanach Zjednoczonych, George Zames (1966), Irwin W. Sandberg (1964), Kumpati S. Narendra (Narendra & Goldwyn 1964), Charles A. Desoer (1965) i inni rozwinęli prace Vasile M. Popowa i Aleksandra Lapunowa na stabilność układów nieliniowych. Wyniki ich prac znalazły rozległe zastosowania w badaniu zniekształceń nieliniowych w systemach ze sprzężeniem zwrotnym i ograniczonym pasmem.

#### Komputery w zastosowaniu do projektowania układów regulacji i ich sterowania
We współczesnym sterowaniu komputery cyfrowe potrzebne są z dwóch względów.
- Po pierwsze jako komputery pracujące off-line, do rozwiązywania równań macierzowych przy projektowaniu układów regulacji.
- Po drugie, ponieważ prawa sterowania optymalnego i filtracja charakteryzują się zmiennością w czasie, potrzebne są przy implementacji nowoczesnych układów sterowania i filtracji w rzeczywistych systemach.

Klasyczne metody projektowania można było wykorzystywać pracując ręcznie z wykresami graficznymi. Z drugiej strony nowoczesna teoria sterowania wymagała rozwiązywania skomplikowanych macierzowych równań nieliniowych. Szczęśliwym zbiegiem okoliczności w 1960 roku odnotowano znaczące postępy na innym polu – mianowicie w zakresie cyfrowej techniki komputerowej. Bez komputerów, nowoczesna teoria sterowania miałaby bardzo ograniczone możliwości zastosowania.
Wprowadzenie technologii cyfrowych w końcu lat 50. wniosło olbrzymie zmiany do sterowania automatycznego. Inżynieria sterowania od dawna była powiązana z wykorzystaniem maszyn obliczeniowych. Jak już wyżej wspomniano, siłą napędową jaka stała za rozwojem serwomechanizmów były zastosowania komputerów analogowych. Ale kolosalna zmiana jaka ostatecznie nastąpiła po wprowadzeniu komputerów cyfrowych polegała na tym, że przybliżone metody operujące odpowiedziami częstotliwościowymi, czy bazujące na określaniu miejsc położenia pierwiastków, rozwinięte wyraźnie po to by uniknąć konieczności przeprowadzania obliczeń, mogły zostać zastąpione technikami, w których dokładne wyliczenia odgrywały istotną rolę.
Komputery cyfrowe umożliwiły także implementację bardziej zaawansowanych metod sterowania jakie rozwijano w latach 60. i 70. XX wieku. W sterowaniu adaptacyjnym algorytm modyfikowany jest zależnie od okoliczności. Sterowanie adaptacyjne ma długą historię. Na przykład tak zwane harmonogramowanie wzmocnienia, gdy wzmocnienie regulatora podlega zmianom według pewnego mierzonego parametru, wykorzystywano dużo wcześniej przed nadejściem epoki komputerów cyfrowych. (Klasycznym przykładem może być sterowanie lotem, podczas którego wysokość wpływa na dynamikę samolotu i dlatego musi być uwzględniana przy określaniu wzmocnienia). Jednakże sterowanie adaptacyjne oferuje znacznie większe możliwości: identyfikację odpowiednich parametrów systemu, podjęcie odpowiednich decyzji o wymaganych modyfikacjach algorytmu sterowania i implementację zmian. Od lat 60. rozwijano też metody sterowania optymalnego i odpornego, z których najbardziej znane to zapewne sterowanie LQG (ang. Linear-quadratic-Gaussian) i metody H∞ (H-nieskończoność). Bez komputerów cyfrowych techniki te, które dążą do tego by zoptymalizować odsiew przez system zakłóceń (według pewnej miary zachowania) przy jednoczesnym zachowaniu odporności na błędy modelu, byłyby jedynie matematycznymi ciekawostkami.

## Fuzja paradygmatów i dalszy rozwój technik cyfrowych

### Lata 70.

#### Fuzja klasycznej i nowoczesnej teorii sterowania
| Porównanie klasycznej i nowoczesnej (ang. modern) teorii sterowania | Porównanie klasycznej i nowoczesnej (ang. modern) teorii sterowania | Porównanie klasycznej i nowoczesnej (ang. modern) teorii sterowania | Porównanie klasycznej i nowoczesnej (ang. modern) teorii sterowania |
| Podejście                                                           | Klasyczne | Nowoczesne |                                                                     |
| ------------------------------------------------------------------- | --- | --- | ------------------------------------------------------------------- |
| ilość wejść i wyjść                                                 | jedno wejście, jedno wyjście (ang. SISO) | wiele wejść, wiele wyjść (ang. MIMO) |                                                                     |
| liniowość                                                           | zasadniczo układy liniowe | często układy nieliniowe |                                                                     |
| zmienność w czasie                                                  | układy niezmienne w czasie | układy zmienne w czasie |                                                                     |
| zasadnicze narzędzie opisu                                          | transmitancja operatorowa | równania stanu (wektory, macierze, równania algebraiczne) |                                                                     |
| dziedzina                                                           | zmienna czasowa, liczby zespolone, dziedzina częstotliwości | dziedzina czasu |                                                                     |
| zasadniczy przedmiot uwagi                                          | odpowiedź układu | stan układu |                                                                     |
| autorzy fundamentalnych prac                                        | Lapunow (1892) – teoria stabilności, Routh (1884), Hurwitz (1895) – algebraiczne kryteria stabilności; Nyquist (1932) – metody częstotliwościowe stanu ustalonego, Bode i Nichols (1927) – analiza z wykorzystaniem metod częstotliwościowych, Evans (1948) – metody ustalania położenia pierwiastków | Wiener (1949) – projektowanie optymalne, Pontriagin (1956, publ. 1962) – zasada maksimum, Bellman (1957) – programowanie dynamiczne, Kalman (1960) – sterowalność i obserwowalność, estymacja optymalna; Kalman i Bucy (1961) – kombinacja filtru optymalnego z regulatorem optymalnym, sterowanie LQG (ang. Linear quadratic Gaussian) |                                                                     |

W latach 40. XX wieku, metody częstotliwościowe pozwalały inżynierom na projektowanie liniowych systemów ze sprzężeniem zwrotnym, które spełniały wymagania odnośnie do ich działania.
Od końca lat 40. do początków lat 50. XX wieku, w pełni rozwinięto metody związane z położeniem pierwiastków na płaszczyźnie. Metody częstotliwościowe i związane z położeniem pierwiastków stanowią rdzeń klasycznej teorii sterowania. Dzięki nim otrzymywało się układy, które są stabilne i spełniają zbiór mniej lub bardziej arbitralnych wymagań odnośnie do ich działania. Takie systemy nie są, w ogólności, optymalne w żadnym znaczącym sensie. Od lat 50. XX wieku nacisk w problemach związanych z układami sterowania przesunął się z projektów dających w efekcie jeden z kilku możliwych układów (które działają jak należy) do projektów dających tylko jeden układ optymalny w pewnym znaczącym sensie.
Jako że nowoczesne obiekty sterowania, z wieloma wejściami i wyjściami stawały się coraz bardziej złożone to opis takich wymagał coraz większej liczby równań. Klasyczna teoria sterowania, która stosuje tylko modele z jednym wejściem i wyjściem, stała się całkowicie bezsilna przy podejściu do układów o wielu wejściach i wyjściach. Od lat 60. XX wieku rozwinęła się nowoczesna teoria sterowania, która pozwalała na poradzenie sobie z wzmagającą się złożonością nowoczesnych obiektów i wyśrubowanych wymagań co do dokładności, wagi czy kosztów zarówno w zastosowaniach wojskowych, kosmicznych czy przemysłowych.
Mimo całej swojej mocy i zalet, nowoczesna teoria sterowania wykazywała jednak pewne braki. Gwarancja odpowiedniego działania, otrzymywana przy rozwiązaniu równań macierzowych, oznaczała, że często można było zaprojektować system sterowania, który działa w teorii. Jednocześnie projektant pozbawiony był jednak intuicyjnego wglądu w problem sterowania, z jakim pracował. Z drugiej strony metody częstotliwościowe klasycznej teorii sterowania ujawniały więcej, bardziej odwoływały się do inżynierskiego wyczucia. Kolejny problemem jaki towarzyszył nowoczesnemu projektowaniu układów regulacji polegał na braku jakiejkolwiek kompensacji dynamiki. Narażało to nowocześnie zaprojektowany system na brak odporności w przypadku działania zakłóceń, pojawienia się dynamiki nieuwzględnionej w modelu czy wystąpienia szumu pomiarowego. Z drugiej strony odporność taka wbudowana została niejako w metody częstotliwościowe, które posługują się takimi pojęciami jak zapas amplitudy i zapas fazy.
Z uwagi na powyższe w latach 70. XX wieku, szczególnie w Wielkiej Brytanii, Howard H. Rosenbrock (1974) oraz A.G.J. MacFarlane i Ian Postlethwaite (1977) wykonali wiele działań mających na celu rozszerzenie klasycznych metod dziedziny częstotliwości i metod analizy położenia pierwiastków na układy wielowymiarowe. Z powodzeniem wprowadzono takie pojęcia takie jak miejsce charakterystyczne, dominacja diagonalna i odwrotna macierz Nyquista.
Głównym proponentem wykorzystywania metod klasycznych w kontekście systemów wielowymiarowych był Isaac M. Horowitz, którego ilościowa teoria sprzężenia zwrotnego rozwinięta na początku lat 70. pozwalana na projektowanie układów odpornych z użyciem wykresów Nicholsa. W 1981 roku ukazały się wpływowe artykuły, których autorami byli J. Doyle, G. Stein (1981) oraz M.G. Safonov, A.J. Laub i G.L. Hartmann (1981). Stanowią one rozszerzenie ważnej pracy MacFarlane’a i Postlethwaite’a z 1977 roku, ukazują istotność wykresów wartości osobliwych względem częstotliwości przy projektowaniu odpornych układów wielowymiarowych. Przy użyciu tych wykresów wiele klasycznych metod dziedziny częstotliwości można wykorzystać przy projektowaniu za pomocą metod nowoczesnej teorii sterowania. Podejście takie badane było w kontekście sterowania samolotami i procesami przemysłowymi przez M. Athansa i innych teoretyków. W wyniku fuzji powstała nowa teoria sterowania, która łączy zalety metod klasycznych i z najlepszymi własnościami metod nowoczesnych (przegląd takich nowoczesnych metod projektowania układów odpornych w 1987 roku przedstawił P. Dorato).
W latach 50 i 60. XX wieku powstały fundamentalne prace z zakresu teorii sterowania optymalnego. W latach 70. i 80. XX natomiast nastąpił dalszy rozwój teorii w zakresie sterowania sterowania stochastycznego, odpornego i adaptacyjnego.

#### Dalszy rozwój technik cyfrowych i pojawienie się sterowników programowalnych (PLC)
Olbrzymi wkład w rozwój i zastosowanie cyfrowych, przemysłowych układów sterowania wniósł Karl Johan Åström, który w swoich bardzo licznych pracach naukowych począwszy od 1970 roku podkreślał doniosłość i wagę sterowania cyfrowego. Bardzo wiele prac Åströma dotyczyło automatyki okrętowej i zostało wdrożonych na statkach (np. nowoczesne autopiloty).
Na skutek rozwoju i upowszechnienia się technologii elektronicznych (głównie mikroprocesorów) w latach 70. XX wieku wyraźnie wzrosło zastosowanie komputerów sterujących w małych instalacjach przemysłowych (przed 1970 rokiem sterowanie cyfrowe stosowano jedynie w dużych systemach przemysłowych, a to ze względu na duże koszty sterowania cyfrowego). Liczba komputerów procesowych wzrosła na świecie z ok. 5 tys. w 1970 roku do ok. 50 tys. w roku 1975.
Do końca lat sześćdziesiątych XX wieku praktycznie wszystkie układy sterowania maszyn i urządzeń, zarówno wykonywane w tradycyjnej technice przekaźnikowo-stycznikowej, jak i w technice półprzewodnikowej, były konstruowane jako sztywna sieć logiczna.
W roku 1968 inżynierowie amerykańskiego przemysłu samochodowego wyszli z inicjatywą wprowadzenia sterownika nowego typu, w którym algorytm działania zapisywany byłby nie w „odrutowaniu”, lecz w pamięci. W roku 1970 na wystawie obrabiarek w Chicago przedstawiono pierwszy system sterowania działający na zasadzie cyklicznego obiegu pamięci programu. System pozwalał realizować różnorodne zadania sterownicze przy zachowaniu niezmiennej części sprzętowej – tylko przez zmiany zawartości pamięci programu. W końcu roku 1973 oszacowano, że w Stanach Zjednoczonych w przemyśle obróbki metali było ponad 3000 sterowników programowalnych (PLC). W Niemieckiej Republice Federalnej w roku 1976 było zainstalowanych około 1000 sterowników PLC, na tym rynku w tym czasie oferowało swe sterowniki 43 producentów.
W Polsce pod koniec lat 70. XX wieku było zainstalowanych kilkaset zestawów sterowników PLC sprowadzonych albo łącznie z importowanymi maszynami czy urządzeniami albo zakupionych dla obiektów zaprojektowanych i wyprodukowanych w kraju. W roku 1977 Zakłady Automatyki Przemysłowej Mera ZAP w Ostrowie Wielkopolskim podjęły produkcję pierwszego w Polsce systemu sterowania programowalnego (sterownika PLC) o nazwie Intelster PC4K. Był to sterownik produkowany na licencji zachodnioniemieckiej firmy Pilz GmbH.

#### Rozwój teorii sterowania predykcyjnego
Na lata 70. XX wieku przypada opracowanie i rozwój teorii sterowania predykcyjnego. Zasadniczą własnością odróżniającą algorytmy regulacji predykcyjnej od innych, tradycyjnych metod (częstotliwościowych czy zmiennych stanu) jest możliwość uwzględnienia ograniczeń nałożonych na wielkości regulowane i sterujące w trakcie projektowania regulatora.
Pierwsze zastosowania tego sposobu regulacji miały miejsce w przemyśle (głównie chemicznym i petrochemicznym). W latach 80. XX wieku popularność algorytmów sterowania predykcyjnego znacznie wzrosła tak, że na początku XXI wieku stały się one najczęściej stosowanymi algorytmami regulacji procesów przemysłowych.
Idea wielokrotnego wyznaczania sterowania w oparciu o rozwiązanie problemu optymalizacji dynamicznej nie jest nowa. Już w roku 1967 Lee i Markus w pracy Foundations of Optimal Control Theory zauważyli, że „jedną z technik wyznaczania regulatora na podstawie wiedzy o rozwiązaniach problemu sterowania optymalnego jest pomiar aktualnego stanu obiektu i bardzo szybkie wyznaczenie rozwiązania optymalnego. Pierwsza część tego rozwiązania jest używana do sterowania obiektem, po czym dokonuje się ponownego pomiaru stanu procesu i rozwiązuje problem sterowania optymalnego z nowym warunkiem początkowym”. Z drugiej strony już Kalman w roku 1960 zauważył, że optymalność nie zawsze pociąga za sobą stabilność.
Problemy sterowania optymalnego można rozwiązywać wykorzystując warunki konieczne optymalności w przestrzeni sterowań, wyrażone przez zasadę maksimum Pontriagina (Alekseev et al. 1987), bądź też stosując metodę programowania dynamicznego Bellmana (Lee i Markus 1967).
Pierwszy sposób prowadzi do wyznaczenia sterowania optymalnego jako funkcji czasu, przy zadanym warunku początkowym. Metoda programowania dynamicznego pozwala wyznaczyć optymalne sprzężenie zwrotne, w oparciu o rozwiązanie równania Hamiltona-Jacobiego-Bellmana (HJB). Metoda programowania dynamicznego wydaje się bardziej atrakcyjna, ponieważ równanie HJB rozwiązywane jest tylko raz na etapie projektowania regulatora. Okazuje się jednak, że znalezienie rozwiązania równania HJB w przypadku systemów nieliniowych jest praktycznie niemożliwe, z wyjątkiem szczególnych przypadków. Równanie HJB jest bowiem nieliniowym równaniem różniczkowym cząstkowym pierwszego rzędu.
Znacznie łatwiejsze jest cykliczne rozwiązywanie zadania sterowania optymalnego ze skończonym horyzontem, przy aktualnie wyznaczonym, na podstawie pomiarów, warunku początkowym. Obecnie, sterowanie predykcyjne wydaje się być jedną z niewielu skutecznych w praktyce metod sterowania systemami nieliniowymi przy ograniczeniach sterowania i stanu.
Pierwsze praktyczne implementacje algorytmów predykcyjnych MPC (ang. Model Predictive Control) dla systemów opisywanych liniowymi równaniami różnicowymi pojawiły się w latach 70. Jednym z pierwszych algorytmów regulacji predykcyjnej był algorytm DMC (ang. Dynamic Matrix Control) opracowany jeszcze w latach 70. jednak jego wadą było traktowanie ograniczeń w sposób przybliżony. II generację sterowania predykcyjnego (z lat 80.) stanowiły algorytmy QDMC (ang. Quadratic Dynamic Matrix Control) oraz algorytmy GPC (Generalized Predictive Control). Kolejnym krokiem było opracowanie na przełomie lat 80. i 90. algorytmów z modelem obiektu w postaci zmiennych stanu MPCS (ang. Model Predictive Control with State Equations). Powyższe algorytmy skonstruowano przy założeniu liniowości. Algorytmy dla układów nieliniowych powstały dopiero w latach 90.

### Lata 80.

#### Komputer osobisty
Upowszechnienie się komputerów osobistych (PC) na początku lat 80., umożliwiło projektowanie systemów opisanych metodami nowoczesnej teorii sterowania przez indywidualnych inżynierów. W następstwie pojawiło się wiele pakietów oprogramowania dedykowanych do projektowania układów regulacji takich jak ORACLS, Program CC, Control-C, PC-MATLAB, MATRIXx, Easy5, SIMNON i inne.

#### Dalszy rozwój teorii układów krzepkich i badania nad sztuczną inteligencją
Kolejnym etapem w rozwoju regulatorów automatycznych był okres lat 80., który cechował się m.in. rozpoczęciem badań nad tzw. układami odpornymi (mocnymi, krzepkimi, ang. robust) W dziedzinie odpornych układów regulacji automatycznej na uwagę zasługują prace takich naukowców, jak: J. Dayle, G.L. Hartmann, H. Athans, P. Dorato, Uznanymi badaczami w tej dziedzinie są Morari i Zafiriou, którzy w 1989 roku opublikowali wyniki swoich prac badawczych na temat regulatorów krzepkich.
Powrócono też do badań nad sztucznymi sieciami neuronowymi (ogólnie: sztucznym życiem) i zintensyfikowano badania nad systemami ekspertowymi.

### Triumf komputerów osobistych i powstanie technik sieciowych w latach 90.
Wyraźne piętno na rozwoju automatyki, a w tym regulatorów wywarły lata 90. XX wieku głównie przez upowszechnienie się w automatyce zastosowań technologii informatycznych i sieciowych technologii komputerowych.
Możliwość zastosowania informatyki w automatyce jest powodowana m.in. przez:
zastępowanie urządzeń analogowych urządzeniami cyfrowymi, rozwój systemów operacyjnych (można tu przykładowo wymienić QNX jako jeden z bardziej znanych systemów czasu rzeczywistego) i języków programowania ukierunkowanych na regulację i sterowanie tzw. controlware – są to między innymi specjalistyczne języki programowania przeznaczone do zastosowań w sterowaniu, języki logiki drabinkowej przeznaczone do programowania sterowników programowalnych, języki do programowania sterowaniem układów napędowych.
Włączenie regulatorów do sieci umożliwiło m.in. zdalny odczyt i nastawianie jego parametrów, diagnostykę parametrów procesu i regulatora i zdalną zmianę algorytmu regulacji.

#### Zwiększająca się liczba zastosowań
Zastosowania automatyki przyczyniły się m.in. do tego, że możliwe stały się loty kosmiczne, że mogły powstać satelity komunikacyjne, samoloty stały się bezpieczniejsze i bardziej wydajne a silniki samochodów i procesy chemiczne mniej zanieczyszczające środowisko.